# Бароко в Речі Посполитій

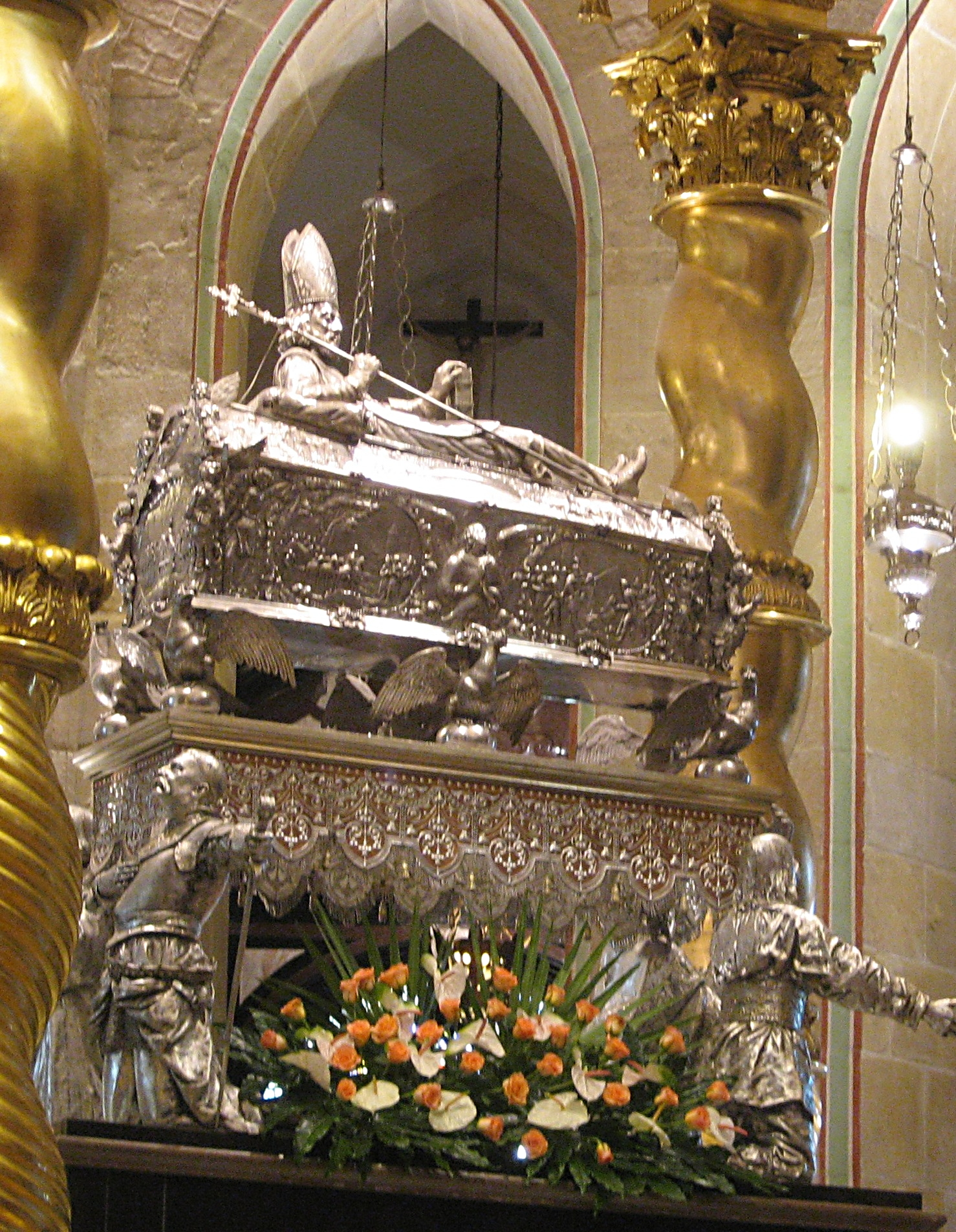
Срібний релікварій Св. Войцеха, Сніжне, Польща

Бароко в Речі Посполитій (пол. Sztuka barokowa w Polsce) — етап розвитку національної культури тодішньої Речі Посполитої, котрий охоплював період з кінця 16 століття до середини 18-го.

## Культурні зв'язки з Італією

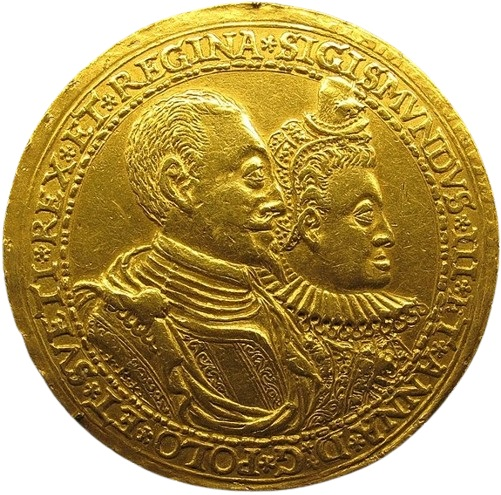
Польський король Сигізмунд III Ваза і дружина Анна Австрійська, 1598

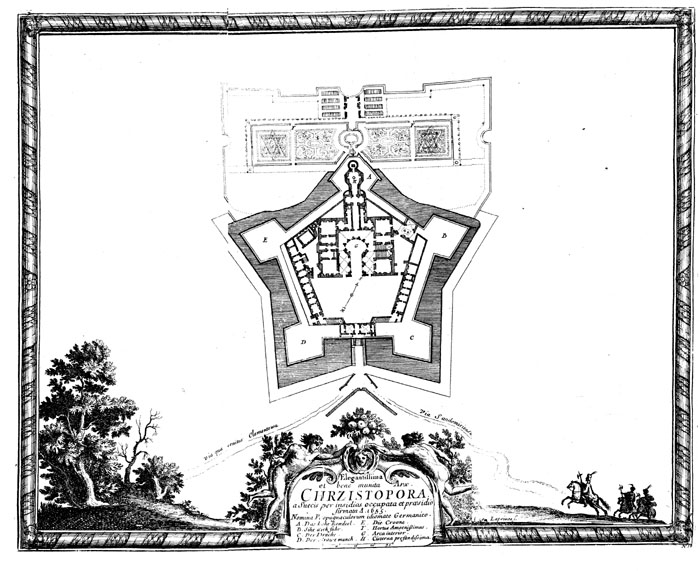
Замок Крижтопор, поземний план, 1655

У Речі Посполитій склались давні, тісні культурні і релігійні зв'язки з Італією. В 16 столітті розпочалося розповсюдження ідей гуманізму, підтримане в Речі Посполитій спочатку королівським двором в Кракові. Тобто, з самого спочатку Відродження в Речі Посполитій отримало аристократичні риси. Королівська прихильність до італійських майстрів, запрошених Сигізмудом І Старим, розповсюдилась і на магнатів, шляхту і багатіїв в містах. Серед найкращих ренесансних споруд доби — перебудови 1502–1536 років готичного замку Вавель в ренесансний палац італійцем Франческо Фьорентіно (Francesco Fiorentino).
Як і в Італії, бароко в Речі Посполитій мало два головні джерела:
- культуру пізнього Відродження
- депресивний маньєризм, представники якого, однак, зберігали освіченість і високу ерудицію.

До того ж, похмурий маньєризм мав щось спільне з екзальтацією пізньої готики, позиції якої довго зберігали міць в культурі Речі Посполитої в 16 ст.
Так, костел Св. Андрія бернардинського монастиря у Львові 1600–1630 рр. архітектор Павло Римлянин створив в формах Відродження. Проте Павлу Римлянину не вдалося довести до кінця будівництво — він помер у 1618 році. За переказами, королю Сигізмунду III, що оглядав будівництво, задум Павла Римлянина здався занадто скромним для божого храму. Тому учень й наступник видатного архітектора швейцарець Амвросій Прихильний добудував споруду інакше. Йому належить щит-фронтон ускладненої і вигадливої форми. Саму споруду Амброзій Прихильний будував у стилі німецько-нідерландського маньєризму. Зразком віртуозності і вигадливості маньєризму стала і перебудова (1631–1644) замку Крижтопор, Опольське воєводство. В п'ятикутний двір фортеці артистично списано чудернацький план палацу з двома внутрішніми дворами — овальним та у вигляді трапеції. Це безпрецедентна споруда на теренах Речі Посполитої. І це в роки, коли на землях Речі Посполитої вже активно працює перша генерація італійських архітекторів — єзуїтів в стилі раннього бароко (Джакомо Бріано, Джованні де Россі, Ян Марія Бернардоні тощо).
Доба не відрізнялась спокоєм, а була насичена боротьбою політичних партій, замахами на короля, військовими перемогами, кризою в економіці, зупинками в будівництві і новими періодами пожвавлення в архітектурі, фортифікації, гравюрі тощо.

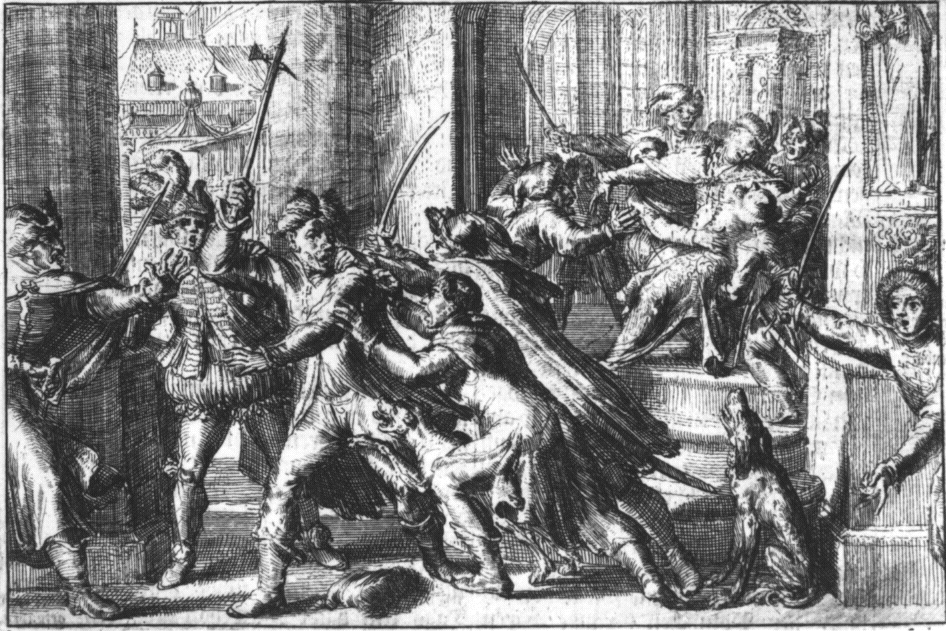
«Замах на короля Сигізмунда III Вазу», 1620 р.
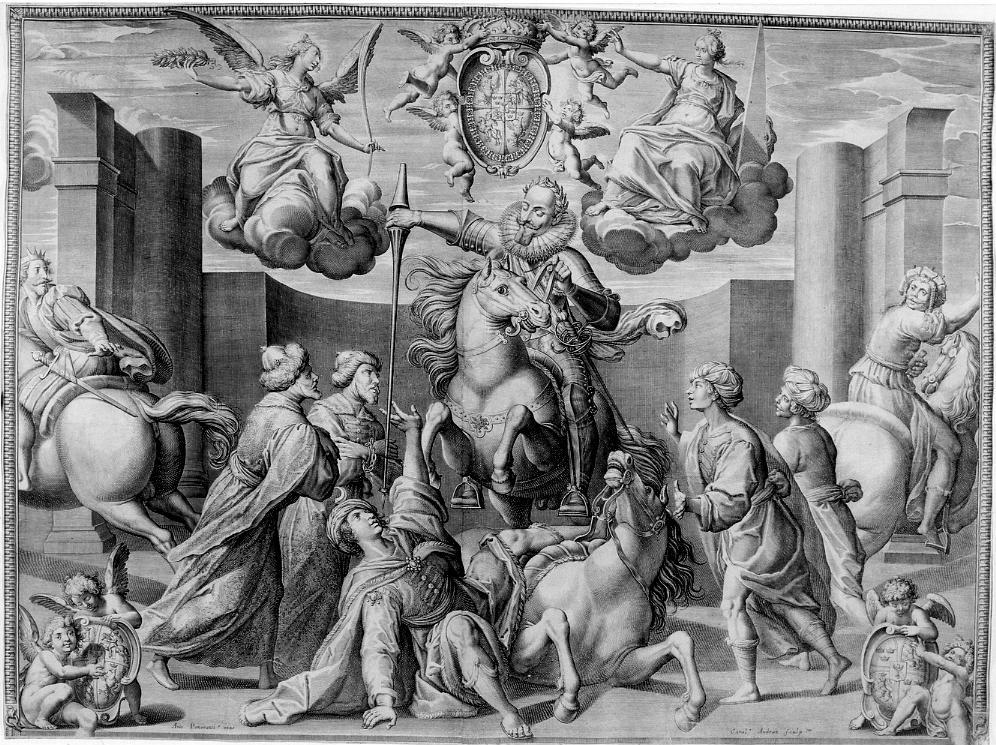
«Апофеоз короля Сигізмунда III Вази», офорт, 1629 р.

## Класифікація
- Раннє бароко доби династії Ваза, (пізнє Відродження і маньєризм)
- Розвинене бароко доби Яна III Собеського
- Пізнє бароко і саксонські впливи, рококо

## Початковий період. Архітектори-єзуїти

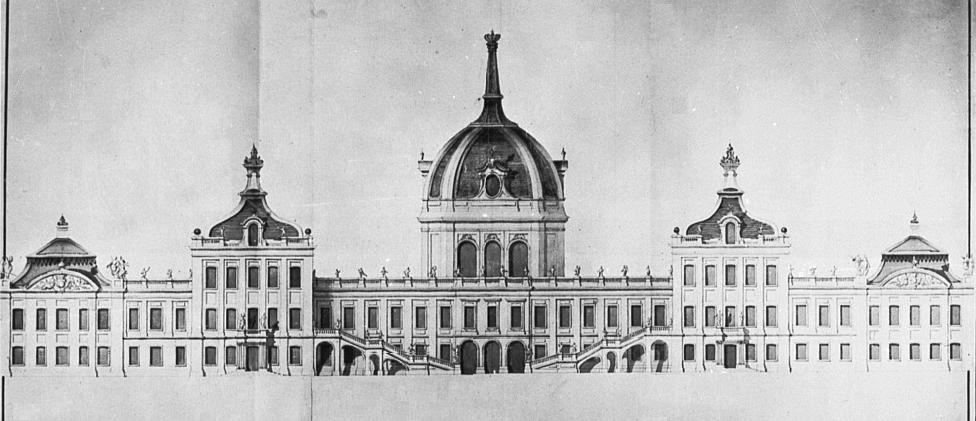
Уяздовський замок на 1720

Наприкінці 16 — на початку 17 ст. Корона збільшила власні території за рахунок захоплених. Зросла міць магнатів і гордовитої шляхти. Форми Відродження зі значними домішками маньєризму поступаються стилю бароко. На Коронних землях переважає суміш італійських, фламандських та, пізніше, французьких впливів. Але перша, суто барокова споруда, створена на теренах сучасної Білорусі (в тодішньому складі Речі Посполитої), в резиденції Радзивіллів — місті Несвіж. Костел Господнього тіла створив (1584–1593 рр.) по замові Миколи Радзивілла Сиротки архітектор-єзуїт Ян Марія Бернардоні. Друга рання споруда бароко — костел єзуїтів в Любліні (1586—1604) врхітектора Джованні Марії Бернардоні. Згодом звели колегіату Божого Тіла в Ярославі Руського воєводства(1591—1594) арх. Джузепе Брітіус; костел св. Войцеха в Каліші (1592—1597) арх. Джованні Марія Бернардоні; костел Апостолів Петра і Павла в Кракові (бригада архітекторів-єзуїтів: Джузеппе Брицио, Ян Марія Бернардоні, Джованні Баттіста Тревано). На сучасних теренах України першими звели костели Петра і Павла єзуїтів у Львові (1610—1630) та Луцьку (1616—1639) за проектами архітектора-єзуїта Джакомо Бріано. За зразок беруть головний храм єзуїтів — церкву Іль Джезу в Римі, творчо переробляючи її фасад.
Барокові риси отримують і перші світські за призначенням споруди (палац краківських єпископів, Кельце, 1637–1644, архітектори Томаш Пончіно,) з внутрішнім двором, відкритою лоджиєю садового фасада, двома бічними вежами по кутах споруди, бароковими дахами.

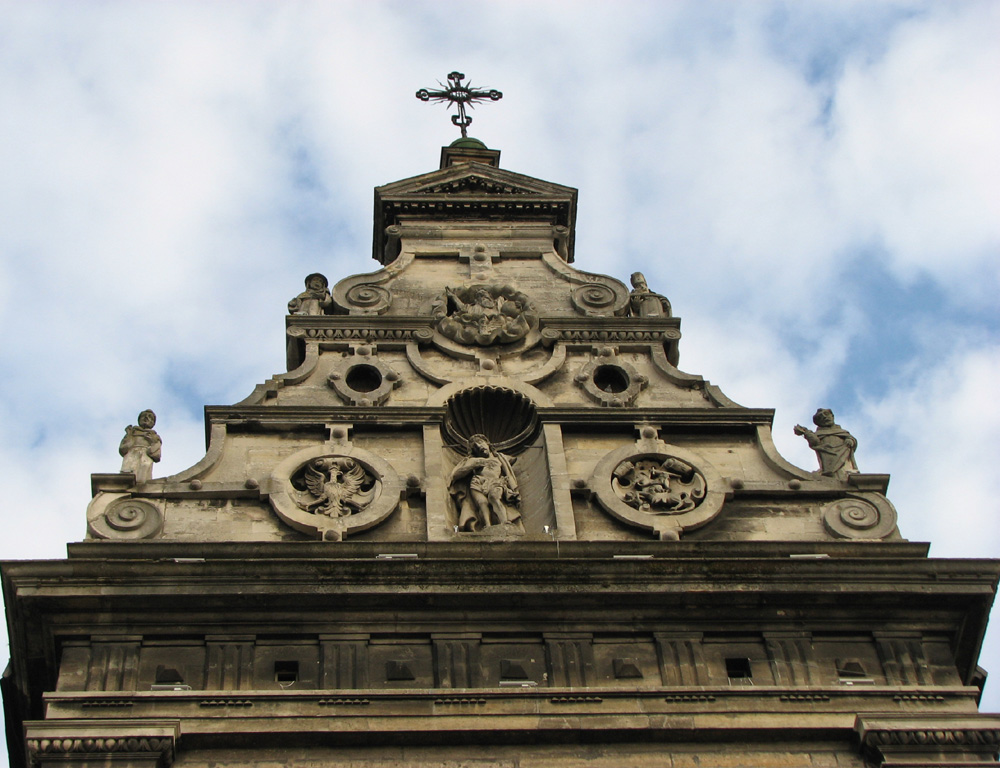
Костел Св. Андрія бернардинського монастиря, Львів
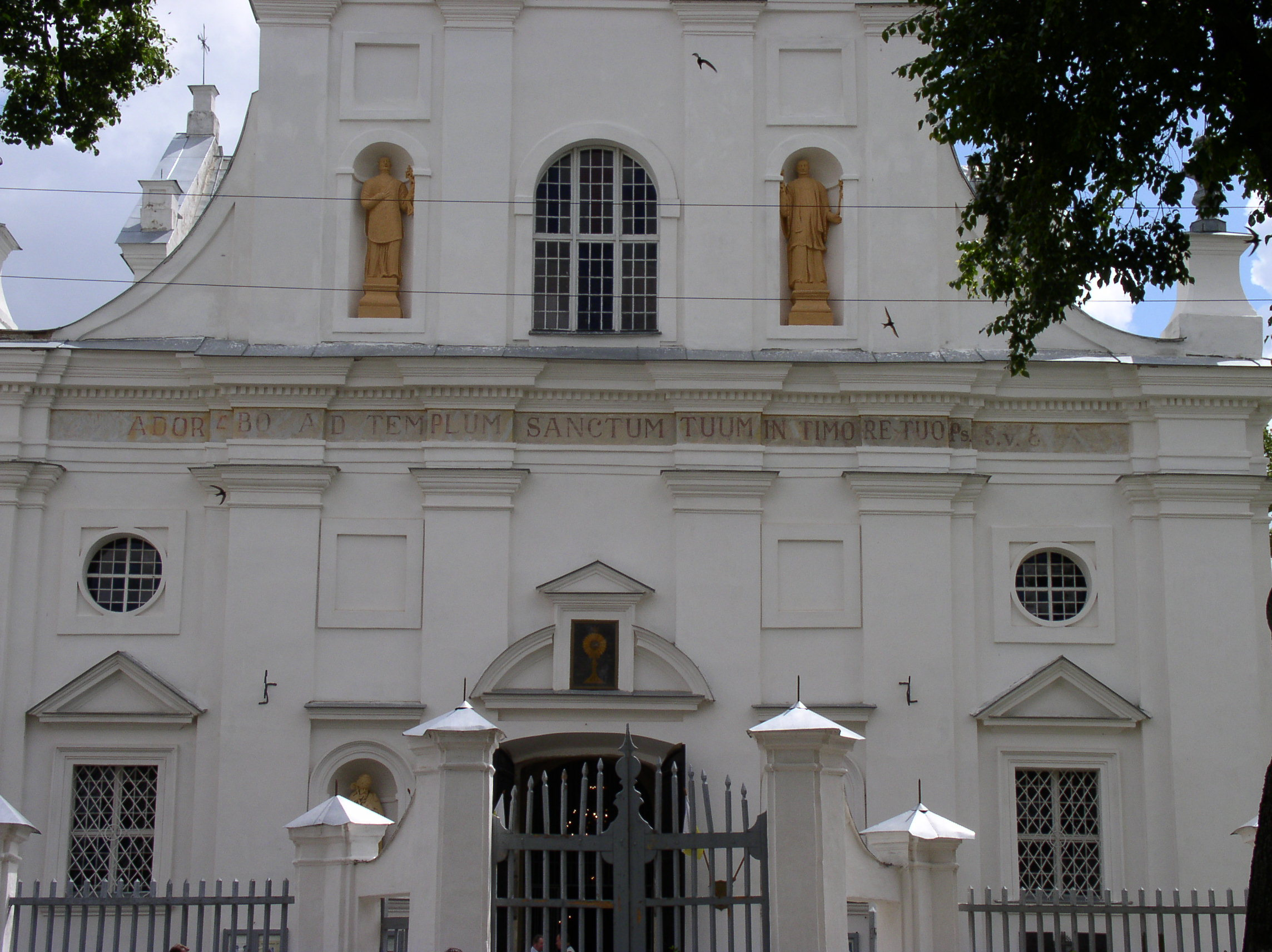
Костел Господнього тіла, Несвіж. Західний фасад
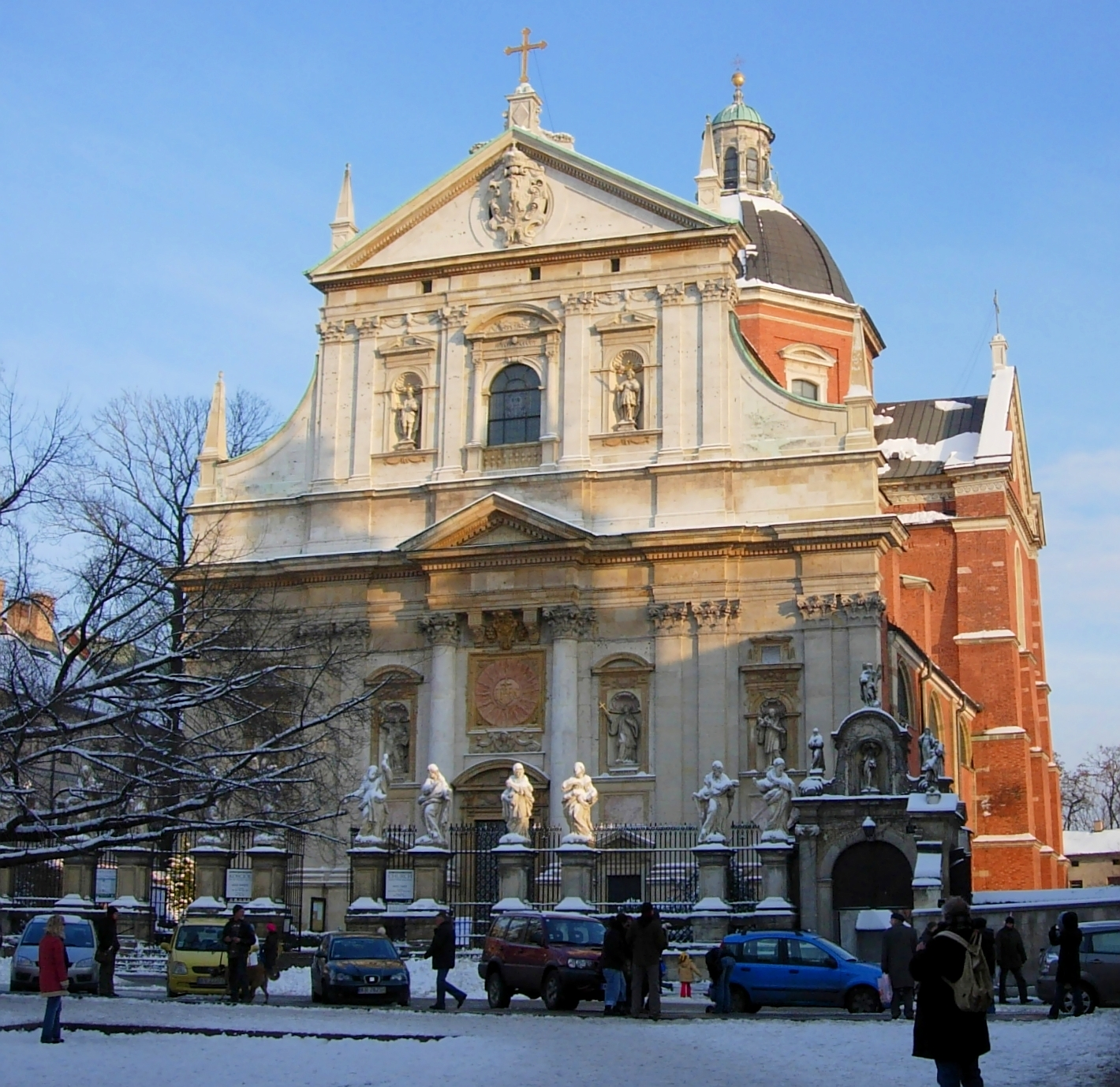
Костел Апостолів Петра і Павла, Краків
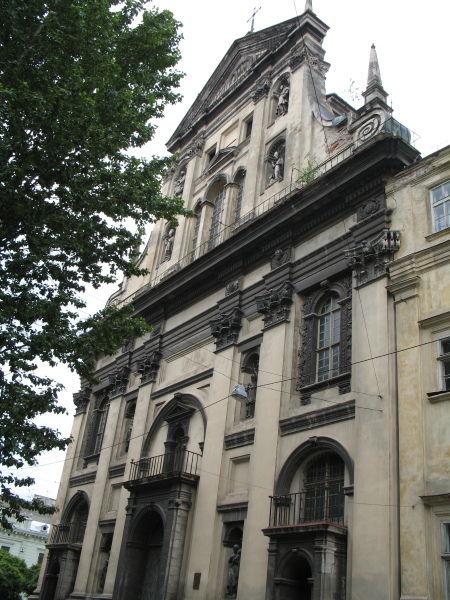
Костел єзуїтів у Львові
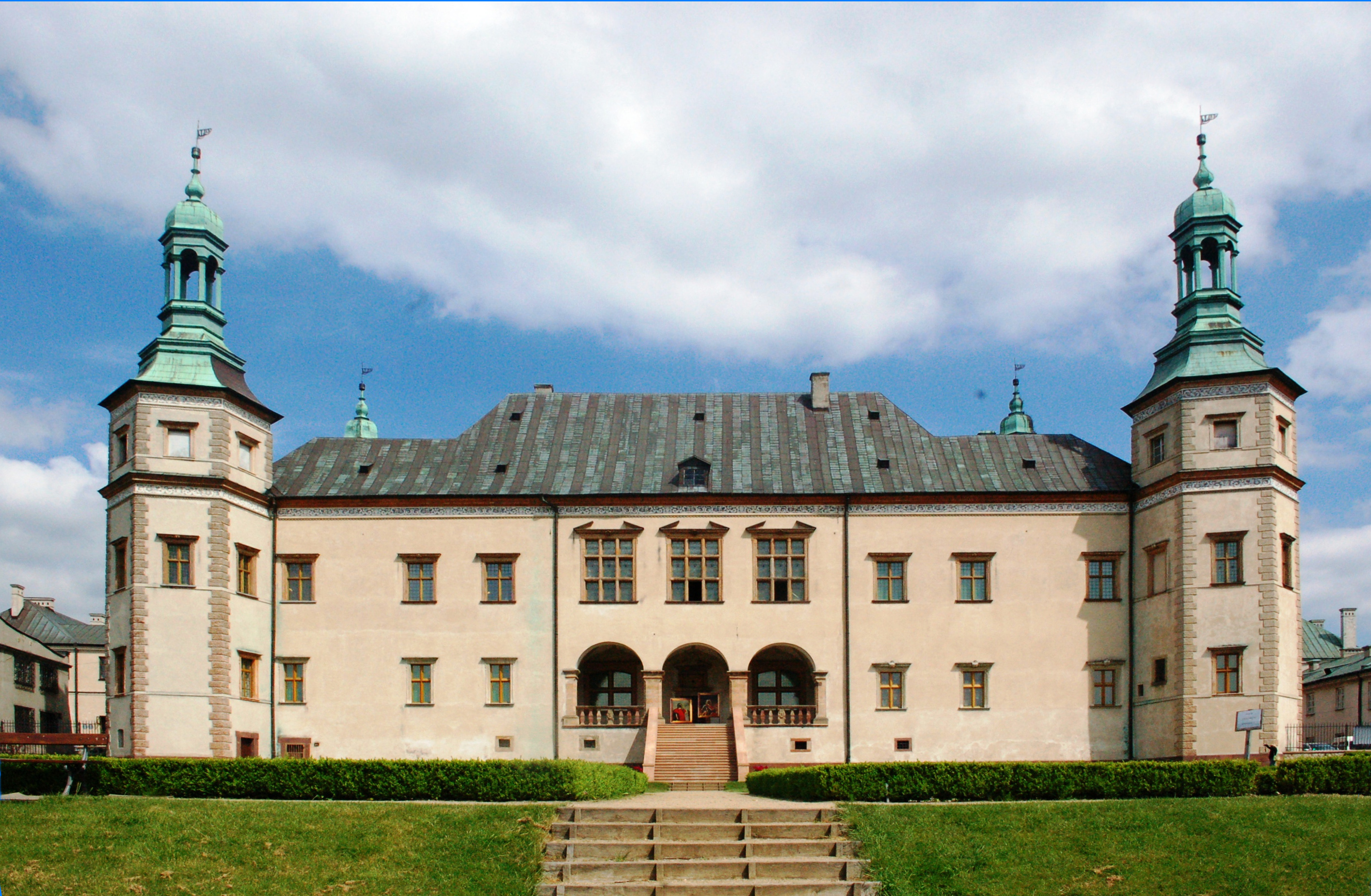
Палац краківських єпископів, Кельце, 1637–1644
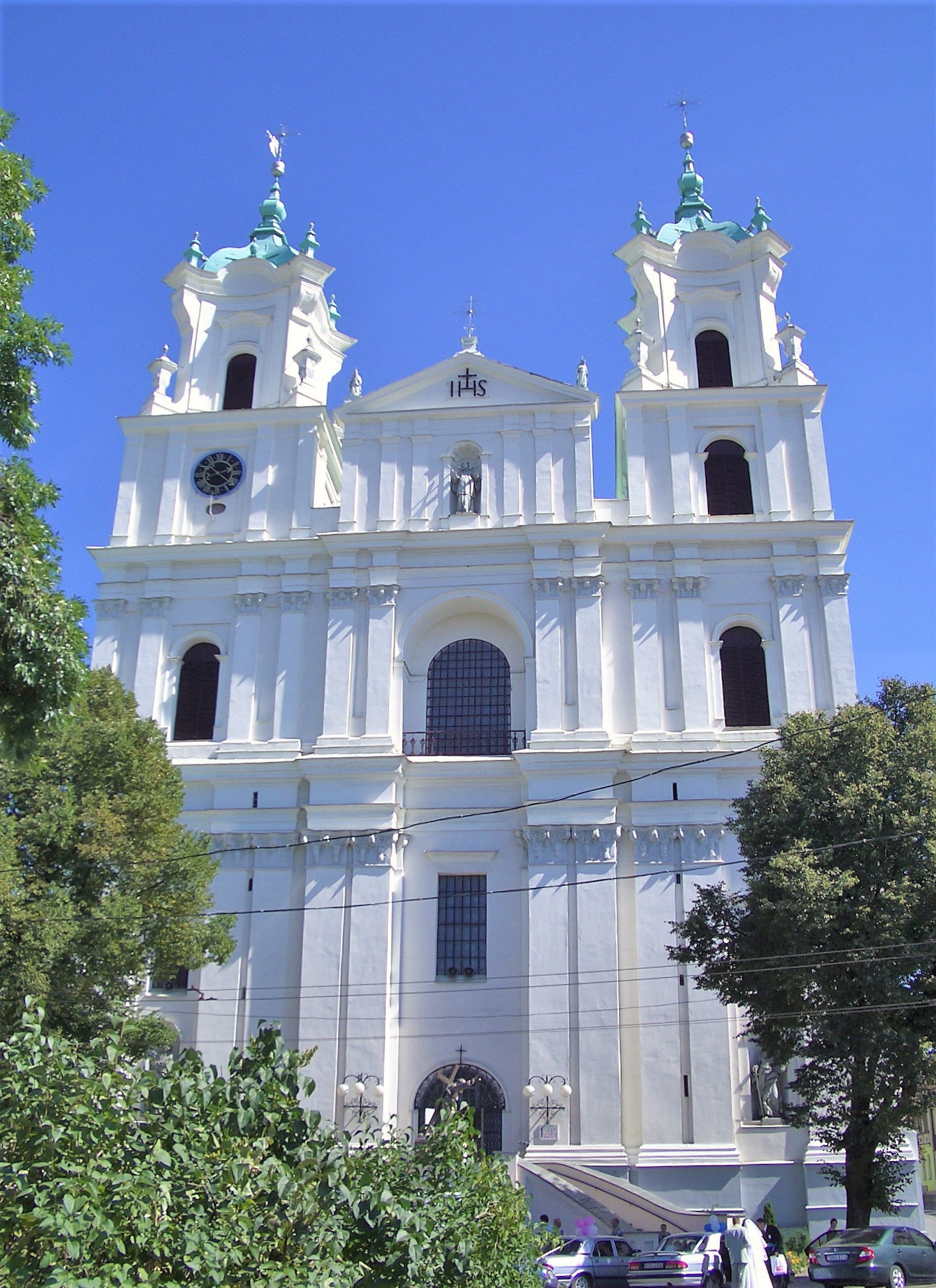
Костел ордену Єзуїтів, Гродно, 1678–1705

## Італійські митці в Речі Посполитій

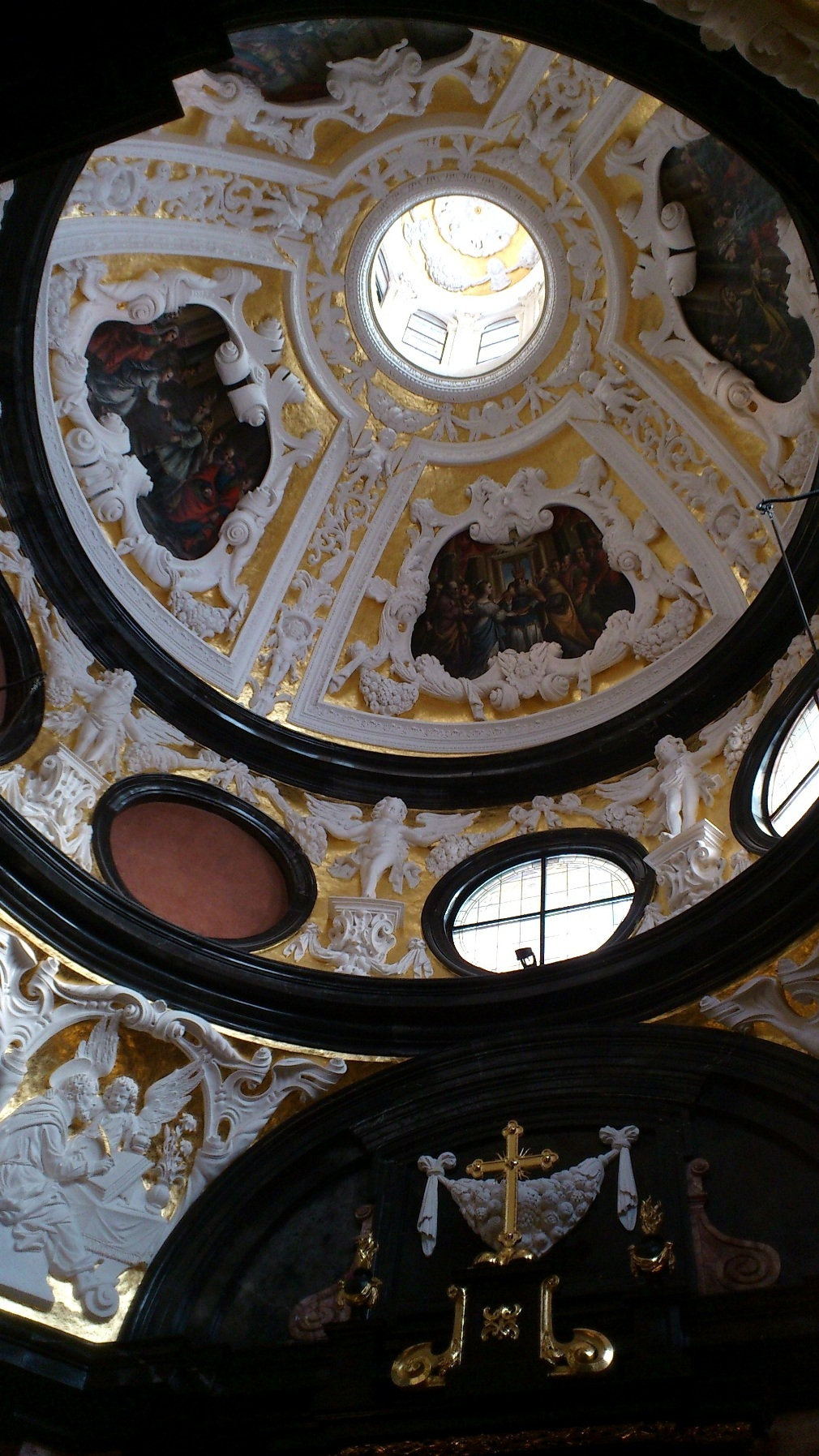
Каплиця династії Ваза, Вавель.

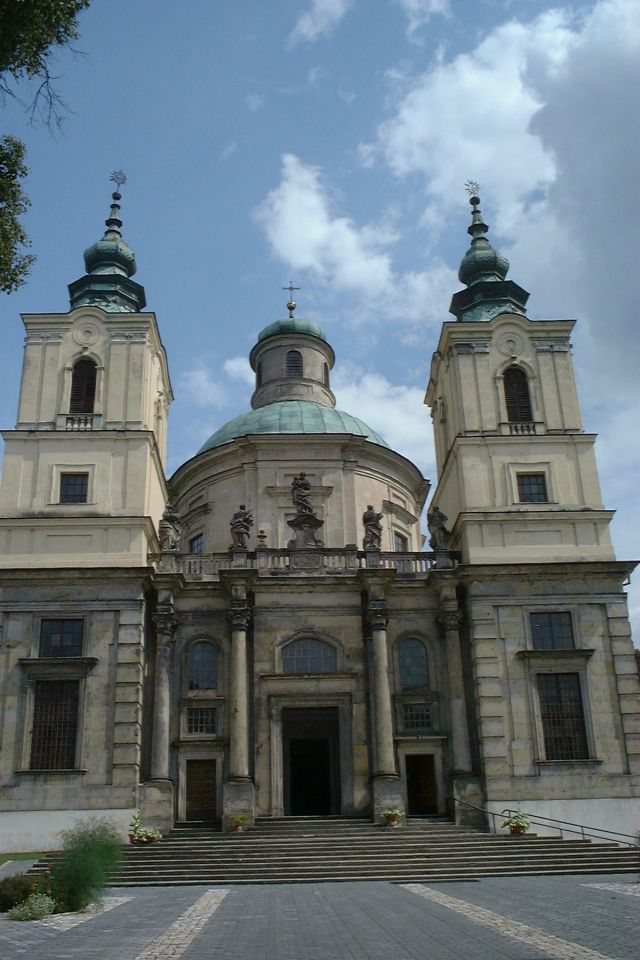
Арх. Л. Демерето. Костел Св. Йосипа в Кліментові, 1643—1650 рр.

Серед архітекторів і будівничих, що працювали на теренах країни, переважали італійські митці та представники італійської Швейцарії:
- Санті Гуччі (італ. Santi Gucci, 1530—1600)
- Джузеппе або Джозеф Брицио (Giuseppe Brizio)
- Джакомо Бріано (Giacomo Briano 1586—1649) архітектор
- Ян Марія Бернардоні (Giovanni Maria Bernardoni 1541—1605) архітектор
- Джованні де Россі (Giovanni de Rossi) архітектор
- Джованні Баттіста Тревано (Giovanni Battista Trevano ? — 1644) архітектор
- Джованні Баттиста Джизлені (Giovanni Battista Gisleni 1600—1672) архітектор
- Ян Катеначі (J. Catenaci) архітектор
- Маттео Кастеллі (Matteo Castelli 1560—1632) архітектор
- Джакомо Родондо (Giacomo Rodondo)
- Паоло дел Корте (Paolo del Corte)
- Андреа дель Аква (Andrea del Aqua 1584—1656)
- Бенедетто Моллі (Benedetto Molli)
- Томаш Пончіно (Tommaso Poncino 1590—1659)
- Тіто Лівіо Бураттіні (1617—1681) архітектор, науковець, механік
- Лоренцо Сенес, або Демерето (Demereto перша половина 17 ст.)
- П. Феррарі (P. Ferrari)
- Бернардіно Каноббіо де Джанотіс (Carlo Romanus)
- Якуб Мадлайн (Giacomo Madlaina перша половина 17 ст.) архітектор
- Якуб Фонтана (Giacomo Fontana, Jakub Fontana 1710—1773) архітектор
- Августо Лоцци (Augustyn Wincenty Locci 1640—1732)
- Джоанні Спаццо (Giovanni Spazzio ? — 1726) архітектор
- Ю. Белотті (J. Belotti)
- Паоло Фонтана (Paolo Antonio Domenico Fontana 1696—1765) архітектор
- Юзеф Фонтана (Giuseppe Fontana) архітектор
- Гаетано Кьявері (Gaetano Chiaveri 1689—1770) архітектор
- Домінік Мерліні (Dominik Merlini 1730—1797) архітектор
- Я. Х. Фальконі (J. Ch. Falconi), (скульптор)
- Б. Фонтана (B. Fontana), (скульптор)
- Томмазо Долабелла (Tommaso Dolabella 1570—1650, художник)
- Мікеланджело Паллоні (Michelangelo Palloni 1637—1712, художник)

## Розвинене бароко доби Яна III Собеського
Династичні війни між представниками роду Ваза на роки призупинили розвиток архітектури в середині 17 ст. Лише в останній третині 17 століття (в добу Яна III Собеського) прийшла деяка політична стабільність і в мистецтві Речі Посполитої зміцніли позиції розвиненого бароко. Барокова культура зберігає попередній характер і впливи італійських, голланських, німецьких зразків — в країні плідно працюють німецький скульптор і архітектор Андреас Шлютер, гравер-голландець В. Гондіус, український художник Шимонович-Семигиновський Юрій Елевтерій, архітектор Тильман Ґамерський, голландець за походженням і низка італійських митців. Але зросла міць Франції, впливи якої теж має тогочасне мистецтво Речі Посполитої (архітектура, сад бароко, портретний жанр). Вихована і низка національних кадрів — Б. Вонсовський, Войцех Ленартович тощо. Давні замки або розбудовують, або додають важливі частини, що докорінно міняють їх структуру (Підгорецький замок, Замковий сад (Жовква) в Жовківському замку, Китайський палац в Золочівському замку).
З 1678 Жовківський замок став королівською резиденцією Яна III Собеського. У 2-й пол. XVII — на початку XVIII ст., місто досконало розбудувалося, отримало низку нових кам'яних будівель, пишні садово-паркові ансамблі і досягло свого найвищого розвитку і багатства. У Жовкві діяли п'ять церков, чотири костели, синагога. Славилась високою художністю жовківська збірка живопису, графіки, різьблення, гобеленів, порцеляни, зброї. Прославили місто іконописці та різблярі Жовківського мистецького осередку кінця XVII — поч. XVIII ст.
Наприкінці 17 століття створено нову королівську резиденцію — Вілянівський палац з бічними вежами, галереями, величним курдонером, садом бароко (архітектори — Августин Лоцци, Джованні Спаццо, художники — Шимонович-Семигиновський Юрій Елевтерій, Мартин Альтомонте).

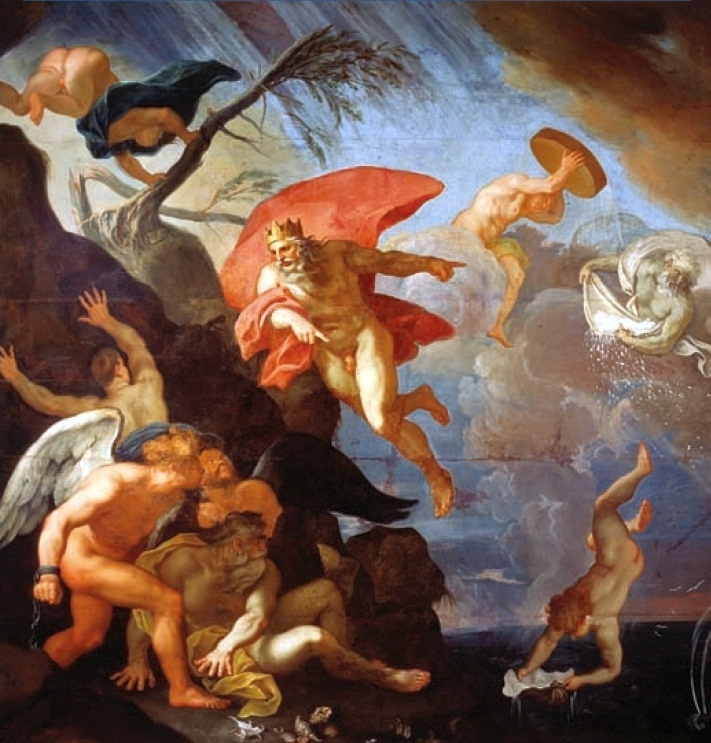
Худ. Шимонович-Семигиновський Юрій. «Алегорія Зими»
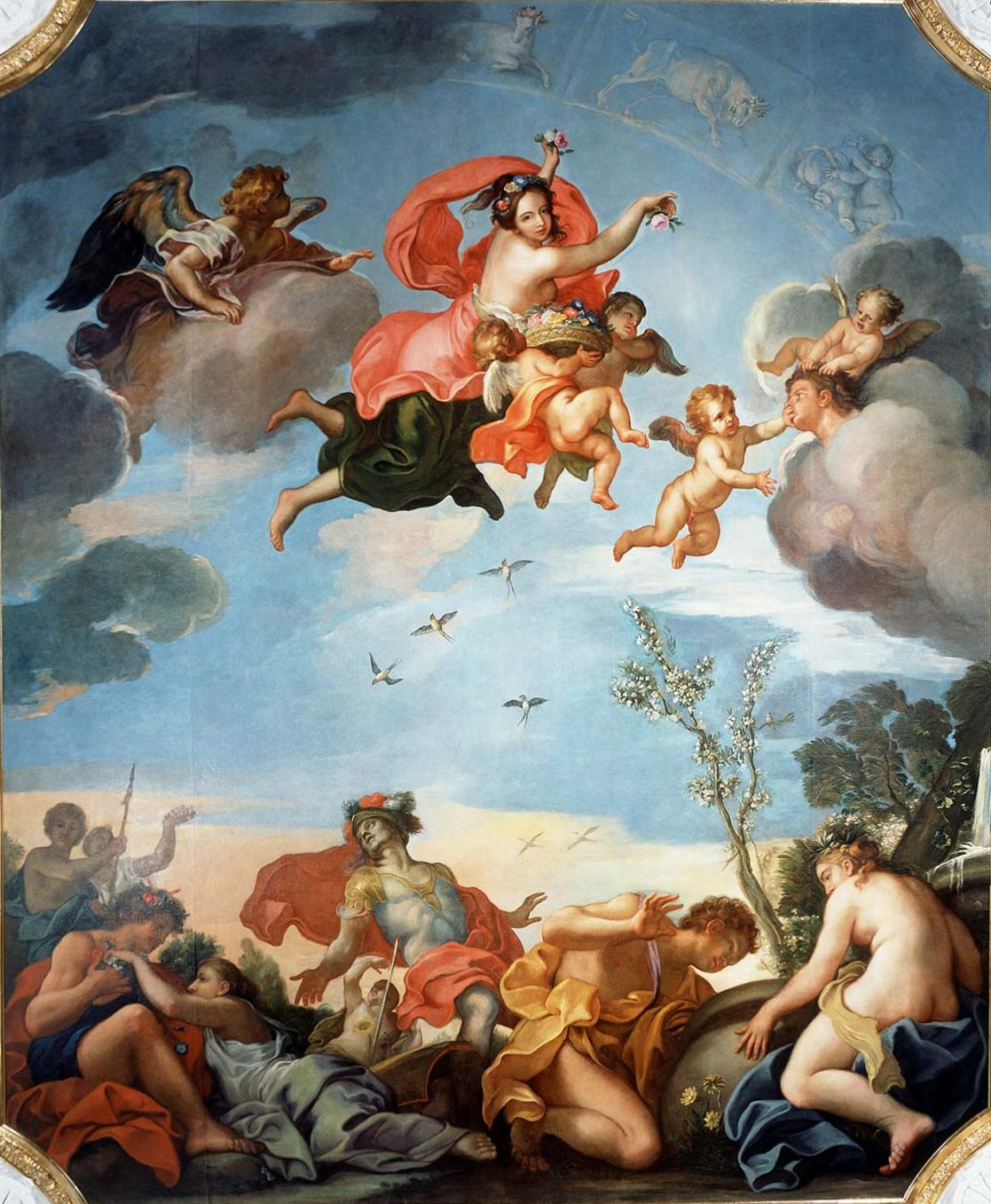
«Алегорія Весни»
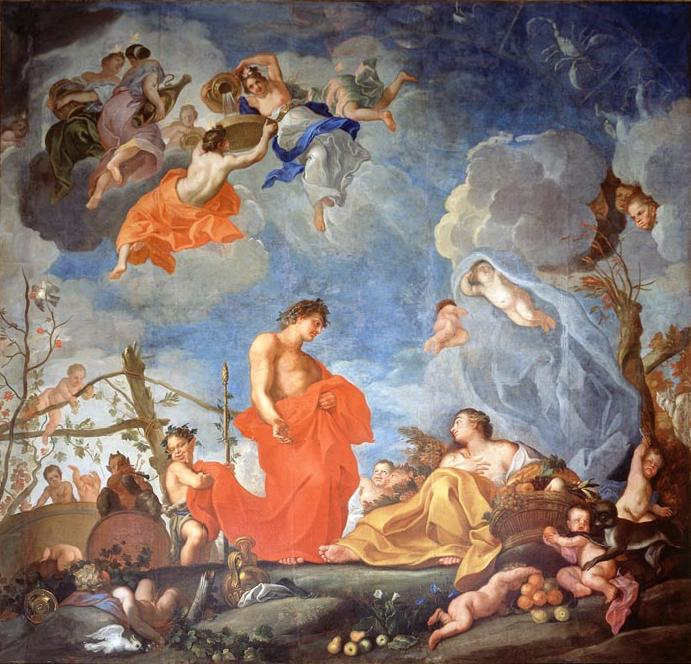
«Алегорія Осені»
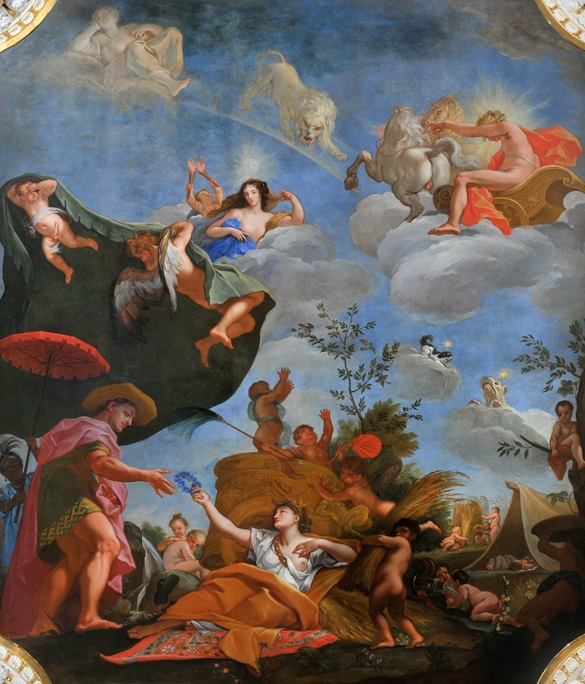
«Алегорія Літа» (всі чотири — Вілянівський палац)

Від королівських резиденцій мало чим відрізняються палаци чи резиденції магнатів — палац Оссолінських, палац Красінських, палац Браницьких. Але в провінціях зберігались пізньоренесансні форми. Будинки міщан мають щипцові завершення з волютами, портали і фасади прикрашені ліпленим декором чи скульптурами, міжвіконні проміжки заповнені гірляндами та віньєтками. Забудова бідних — має багато спільного з сільською забудовою (дерев'яні мансардні поверхи, невеликі відкриті галереї першого поверху). Риси бароко в садибах масово бідної шляхти мають надто стриманий або спрощений характер.

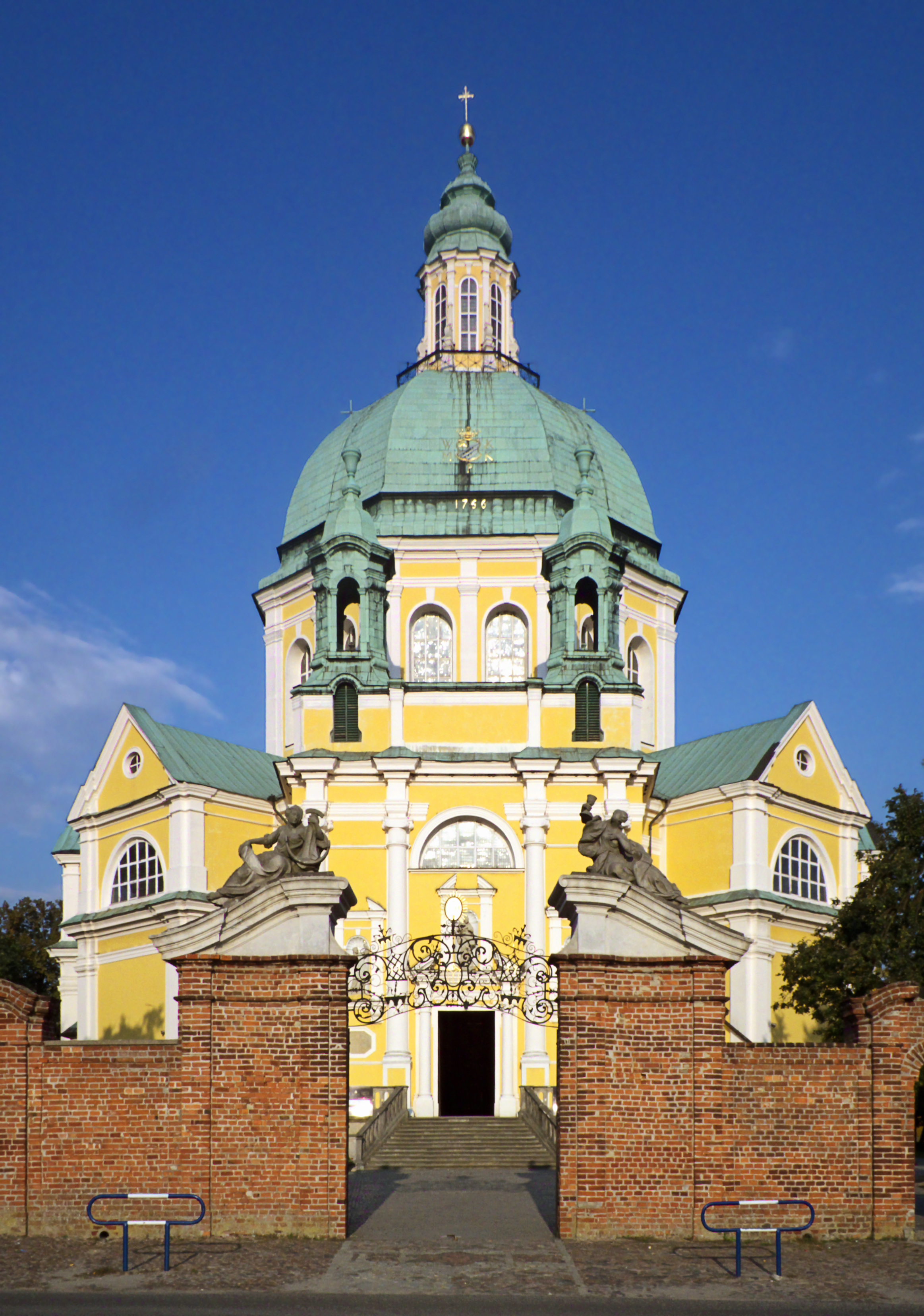
Костел в Глогові, Гостинь
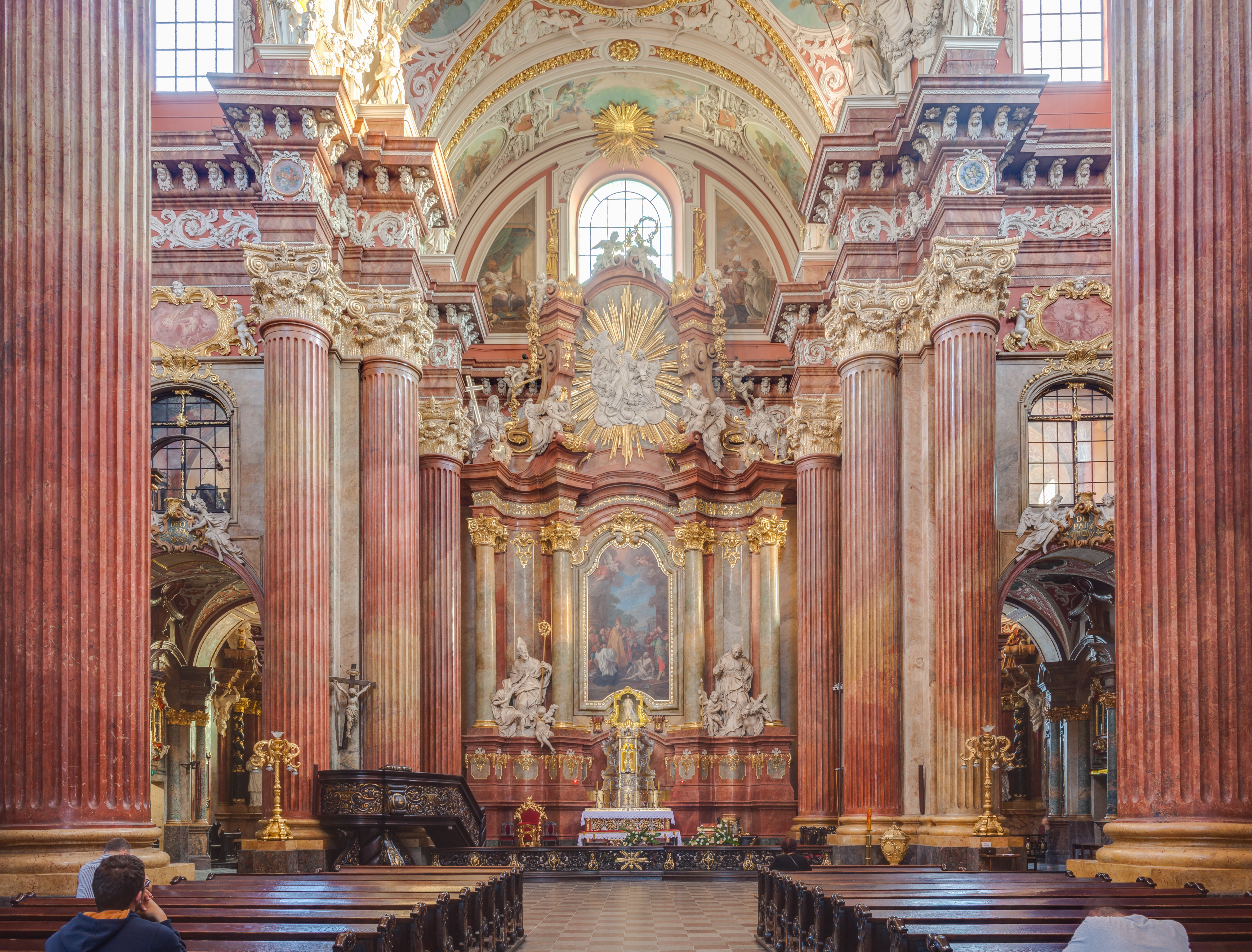
Колегіата Матері Божої Неустанної Помочі, Познань, склепіння
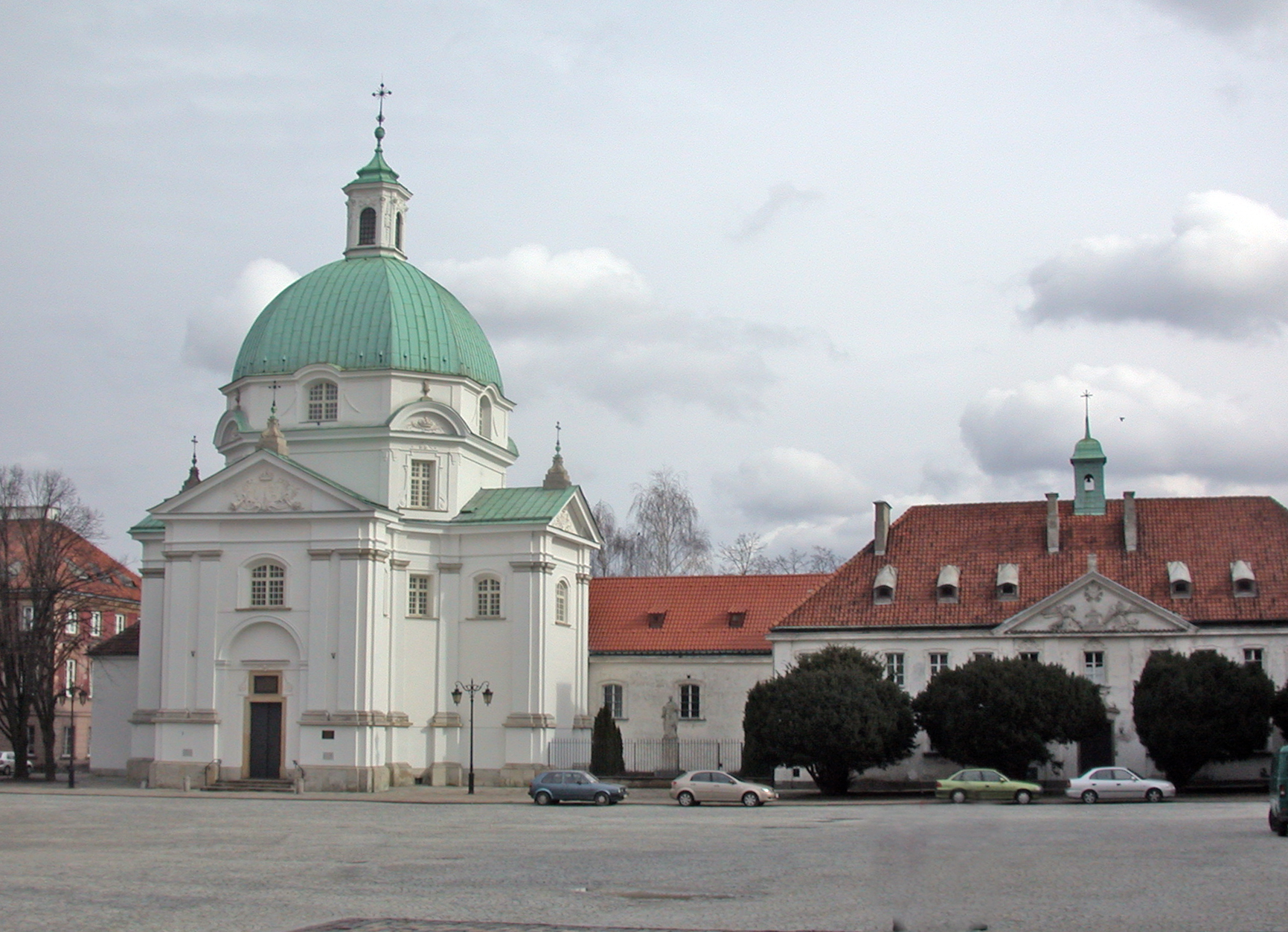
Костел Св. Казиміра, Варшава
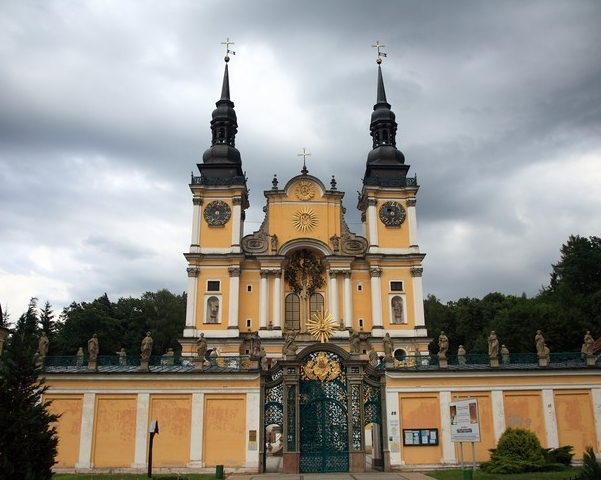
Базиліка Найсвятішої Панни Марії, Свята Липка

## Портретний жанр

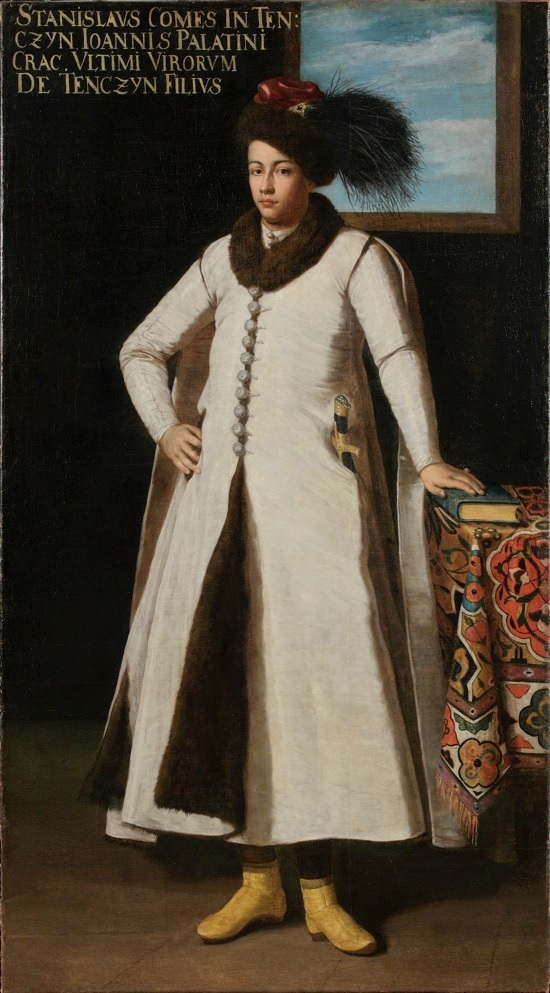
Худ. Томмазо Долабелла. Портрет Станіслава Течинського, Вавель

Серед світських жанрів живопису доби бароко головне місце посів портретний жанр. Створювали як парадні портрети королівських особ, так і портрети для родинних портретних галерей. Парадні портрети короля Казиміра III Вази були замовлені і виконані в майстерні П. П. Рубенса. Кінний портрет короля наслідував зразок репрезентативного кінного портрета короля Англії Карла І. Поступово провінційні художники відходять від плаского зображення до більш об'ємного і менш статичного. Набули поширення портрети магнатів і заможної шляхти у повний зріст, в розкішних шатах, з зображенням парадної зброї, гербів, написів. Остаточно площинність та статичність були подолані лише в творчості митців 18 століття, коли до створення парадних портретів залучили низку іноземних майстрів з високою освітою ти значним художнім обдаруванням (Марчелло Бачареллі, Лампі старший та інші.)
Особлива галузь портрета — натрунні портрети. При похованні труну ставили на високий подіум. Погрудне зображення померлого розміщали на торці труни.

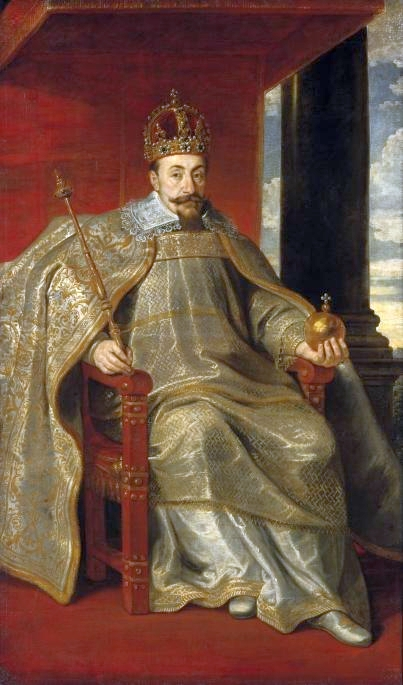
Питер Клас Сутман. Король Казимир III Ваза.1626 рік.
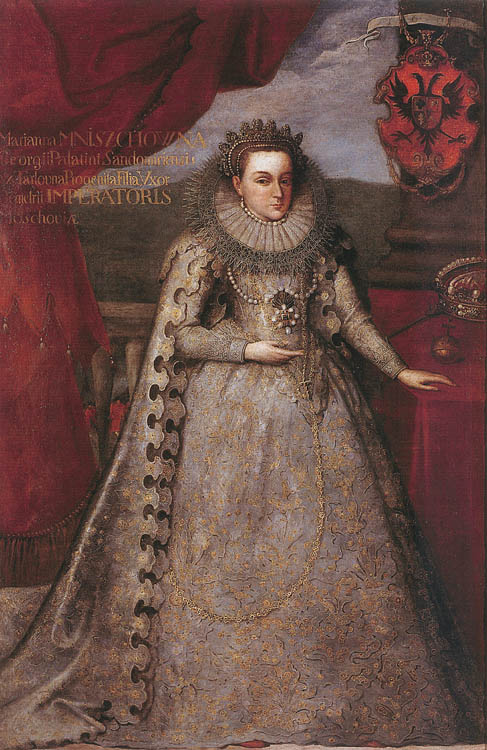
Богуш Шимон. Марина Мнішек, 1606 (?) рік, Вавель.
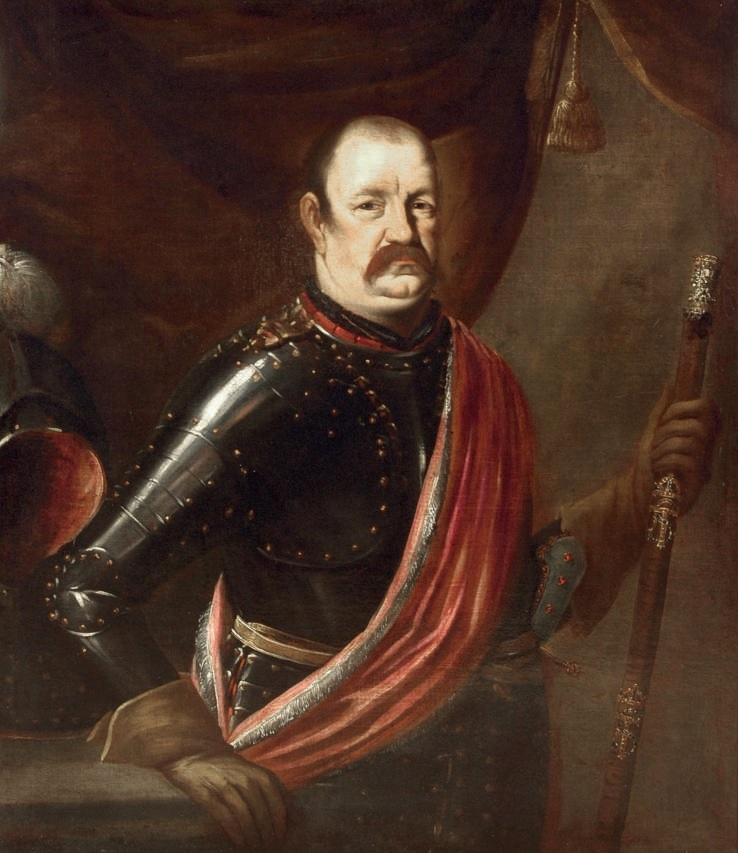
Єжи Себастьян Любомирський, бл. 1667 року.
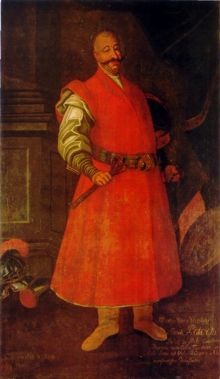
Яков Калинович (?). Портрет М. Потоцького, 1771 р., Львівська галерея мистецтв
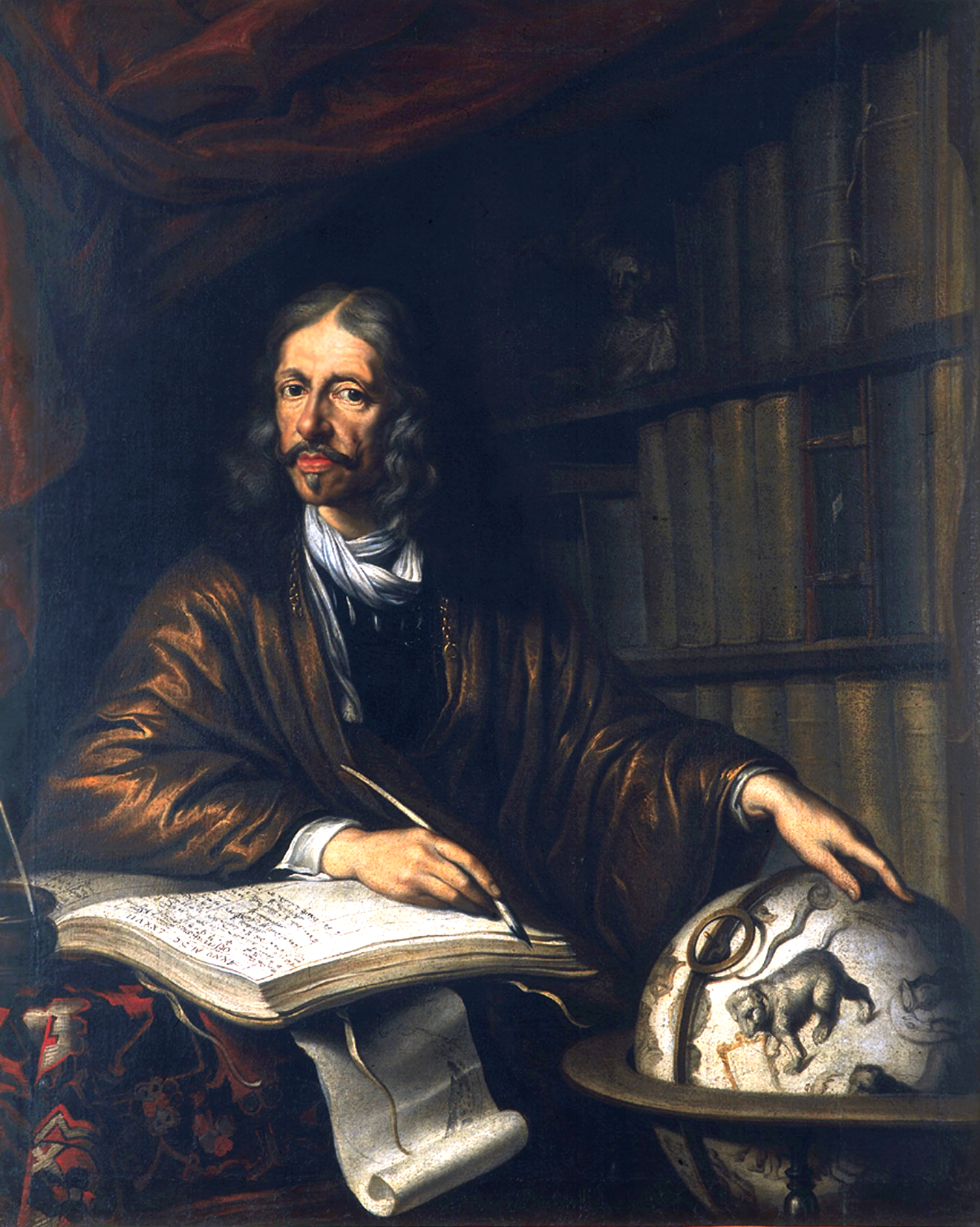
Даніель Шульц молодший. Ян Гевелій в кабінеті.
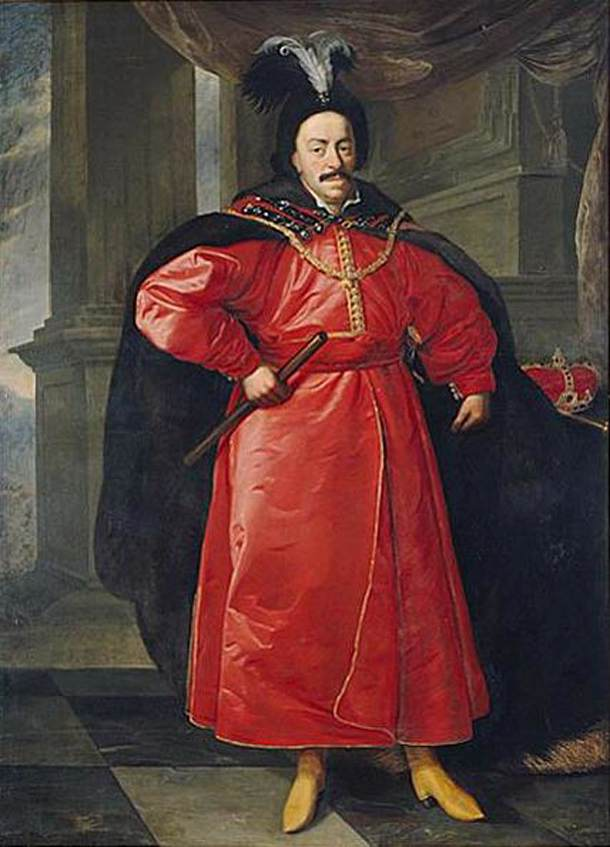
Король Казимир II. 1649 р.
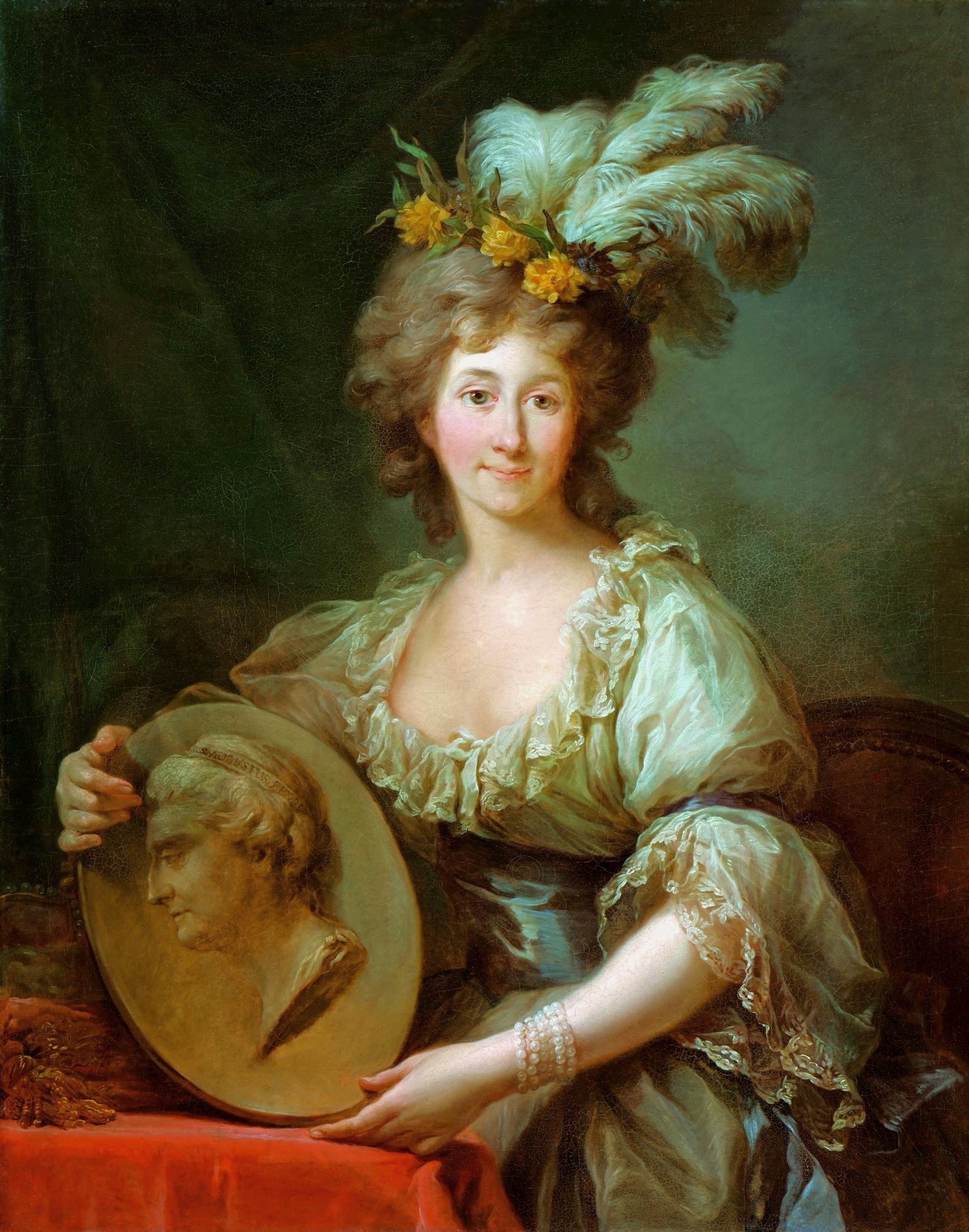
Марчелло Бачареллі. Принцеса Курляндська Ганна Доротея Бірон
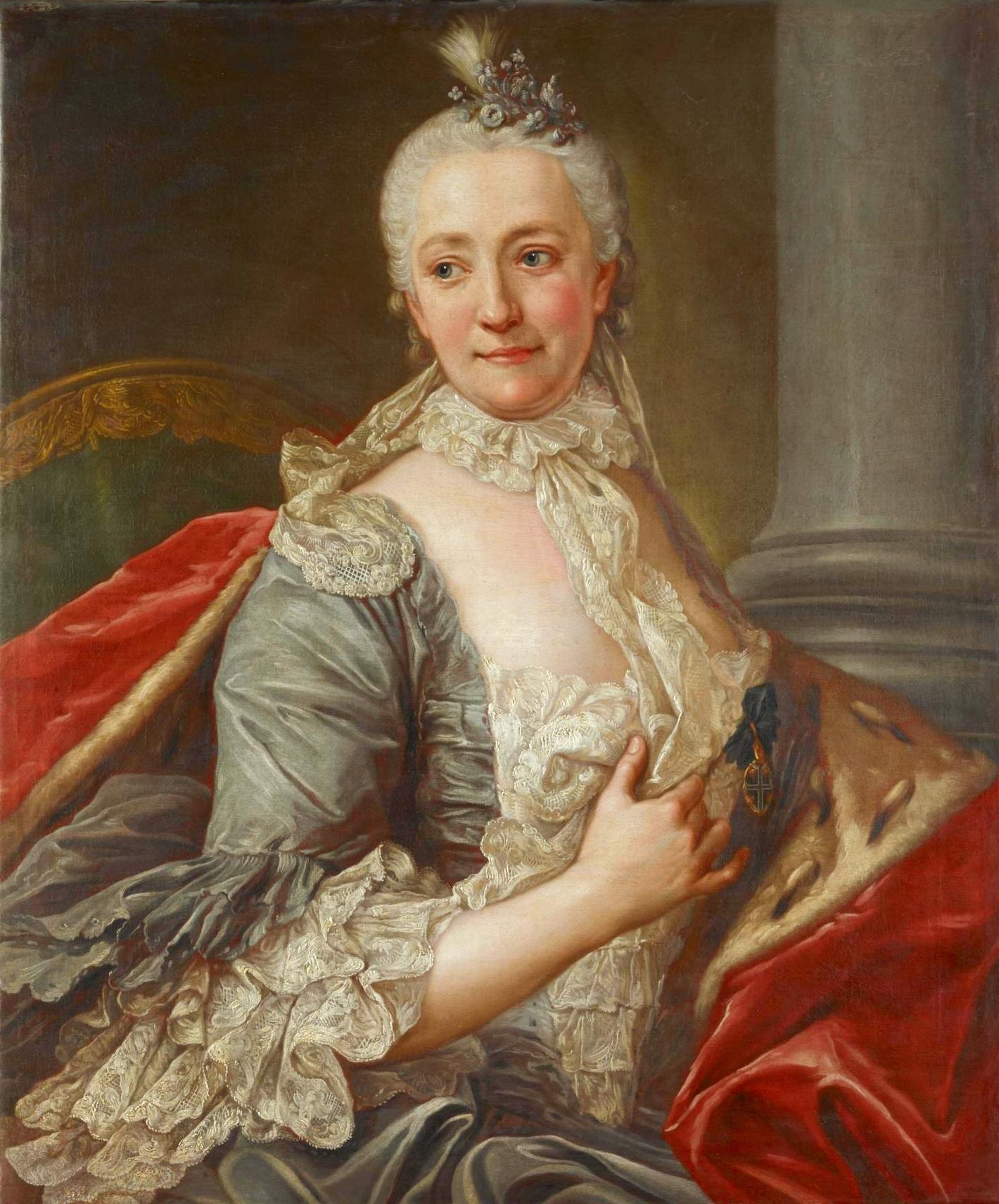
Барбара Санґушкова. 1757 рік

## Скульптура і бароковий надгробок

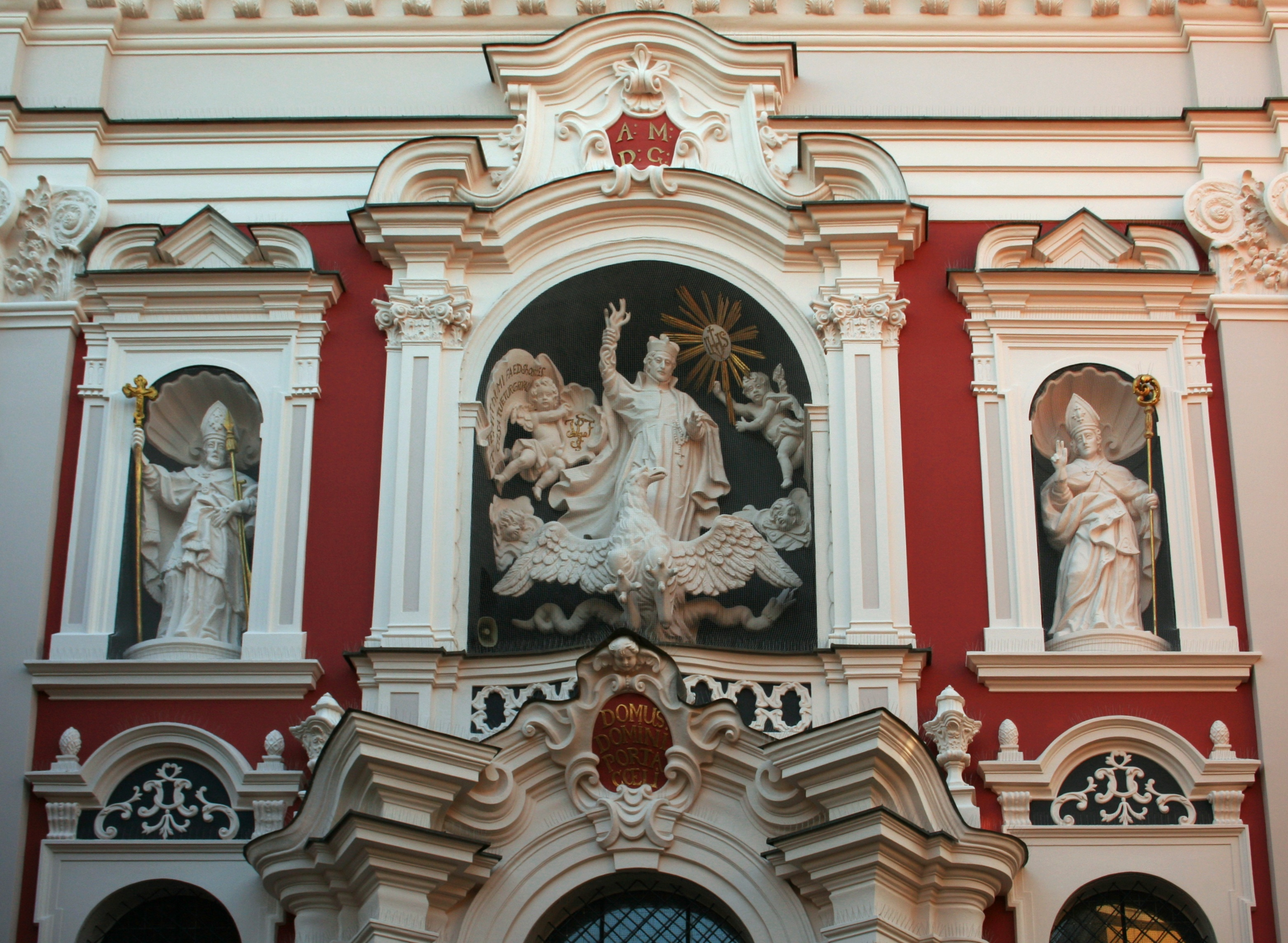
Фарний костел в Познані, фасад

Не зникає тип надгробка з фігурою, що лежить на труні, традиційно затверджений тип з доби Відродження. Але на традиційний тип мають суттєві впливи зразки художніх надгробків Італії, Фландрії, німецьких князівств. Отримують поширення архітектурно розроблені надгробки з колонами і пілястрами, фронтонами і важкими волютами, з нішами для алегоричних скульптур, з фігурами янголів, гірляндами, прапорами і військовою арматурою (надгробок П. Опалінського, 1641—1642 рр., костел в Серакові). Художню виразність барокових надгробків підсилюють контрастним поєднанням чорного і білого мармурів, алебастром, гербами шляхетних родин тощо. Померлого подають нібито уві сні або під час молитви. На землях Західної Русі також були відомі унікальні металеві надгробки, створені в Бережанському замку (скульптор Пфістер Ян) та рідкісні за виконанням надгробки Андреаса Шлютера (Храм святого священномученика Йосафата (Жовква)). В 2017 році в костелі Св. Трійці в Олиці на Волині були знайдені унікальні металеві натрунні портрети великого канцлера литовського князя Альбрехта Радзивілла та його дружини Кристини Анни Любомирської
Серед інших скульпторів Речі Посполитої, що працювали в провінціях — С. Сала, Я. Фальконі, Б. Фотнана, А. Фрончкевич, П. Корнецький, Я. Мональді.

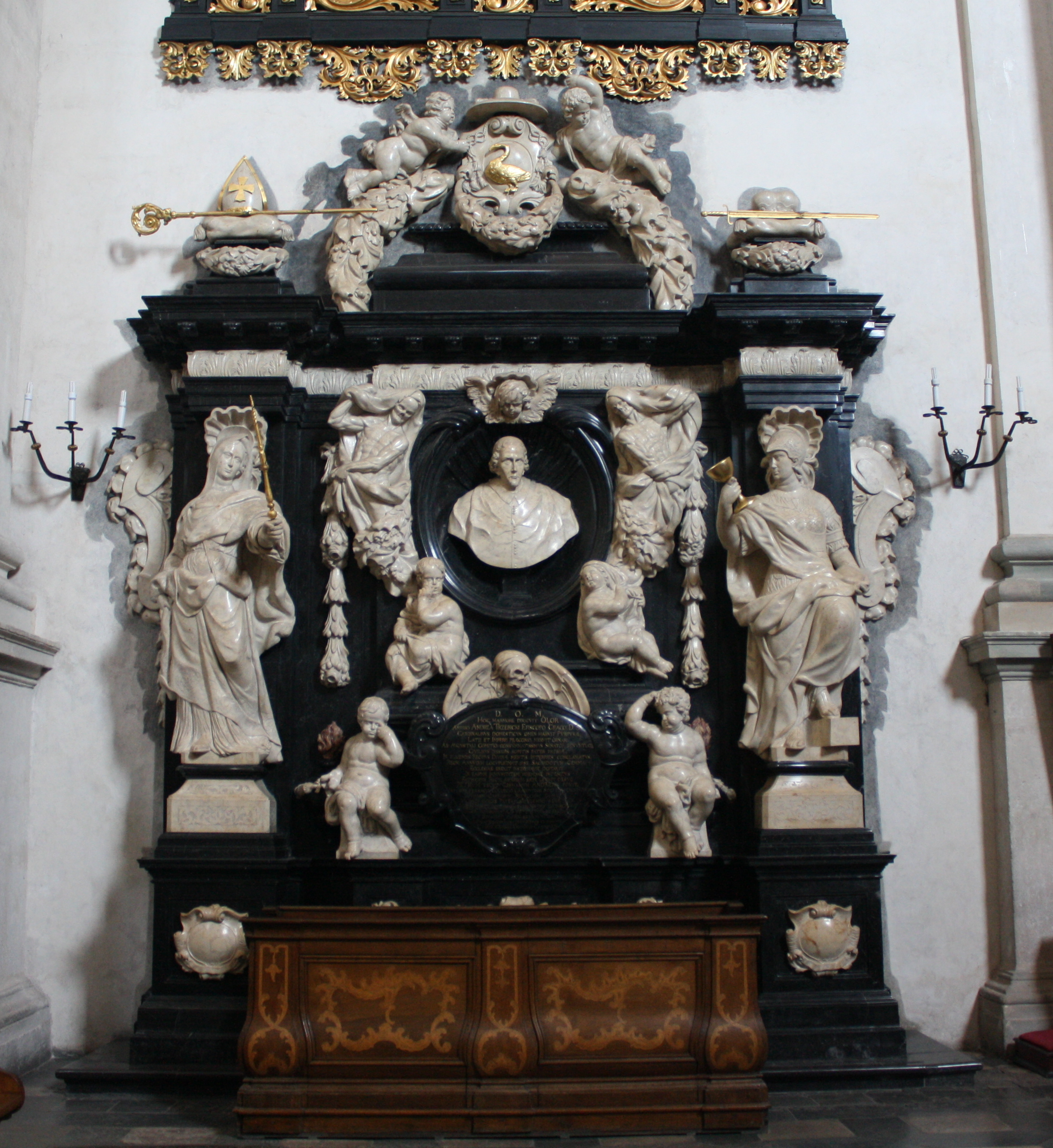
Надгробок єпископа Андрея Требницького, Краків
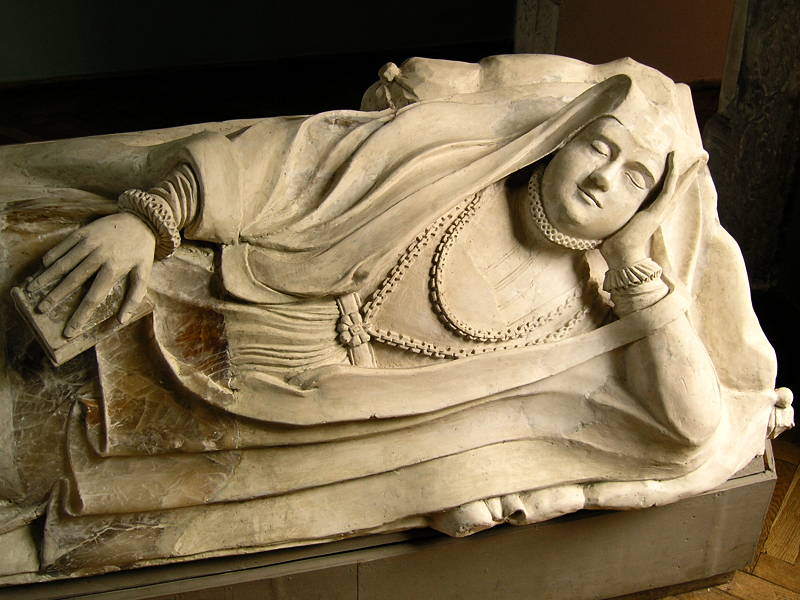
Надгробок Анни Сенявської
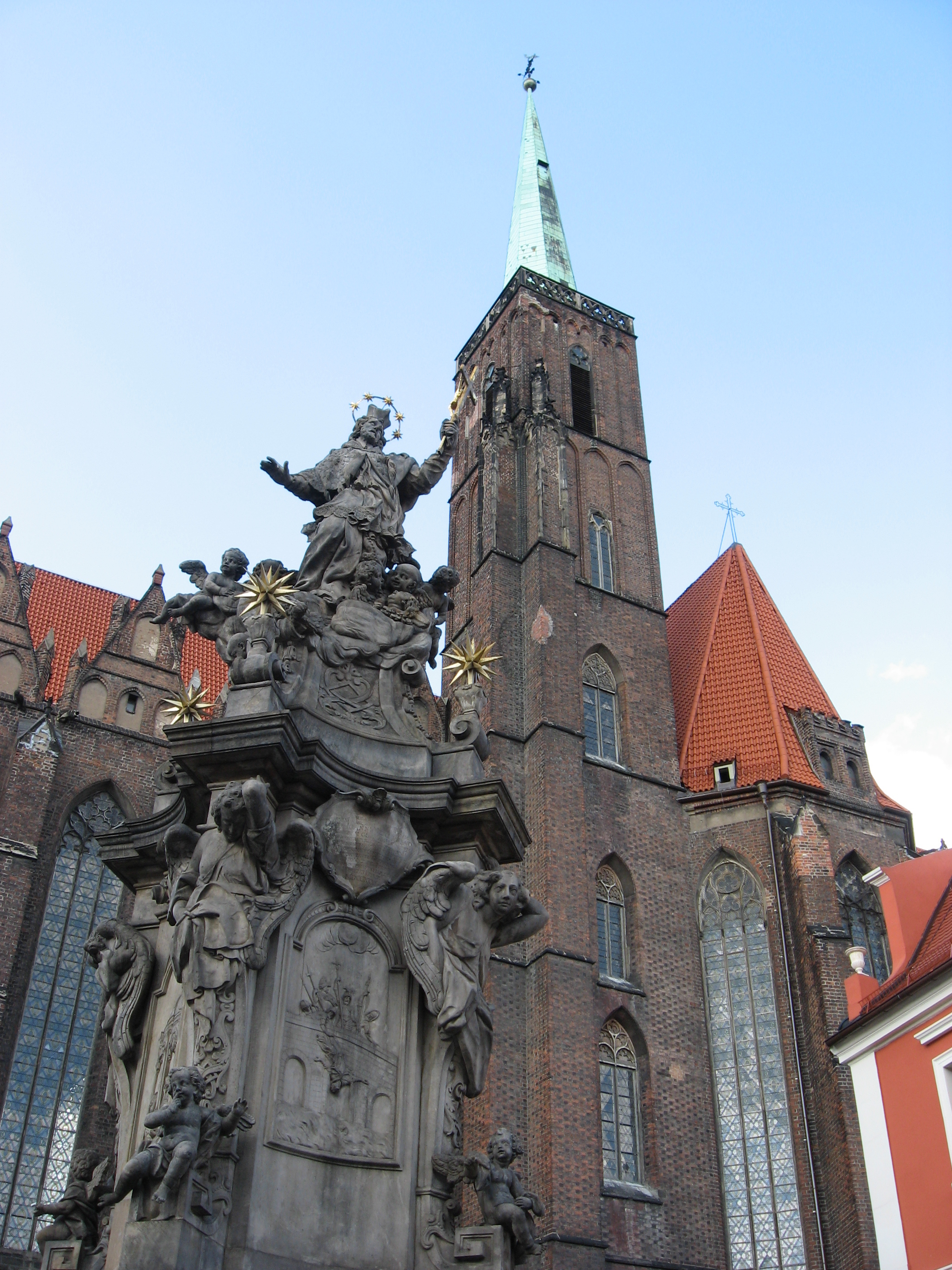
Монумент Яну Непомуку біля костелу Св. Хреста, Вроцлав.
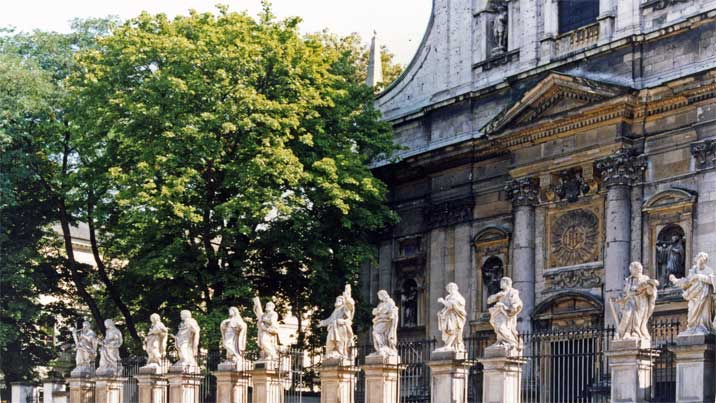

## Барокові фрески в Речі Посполитій

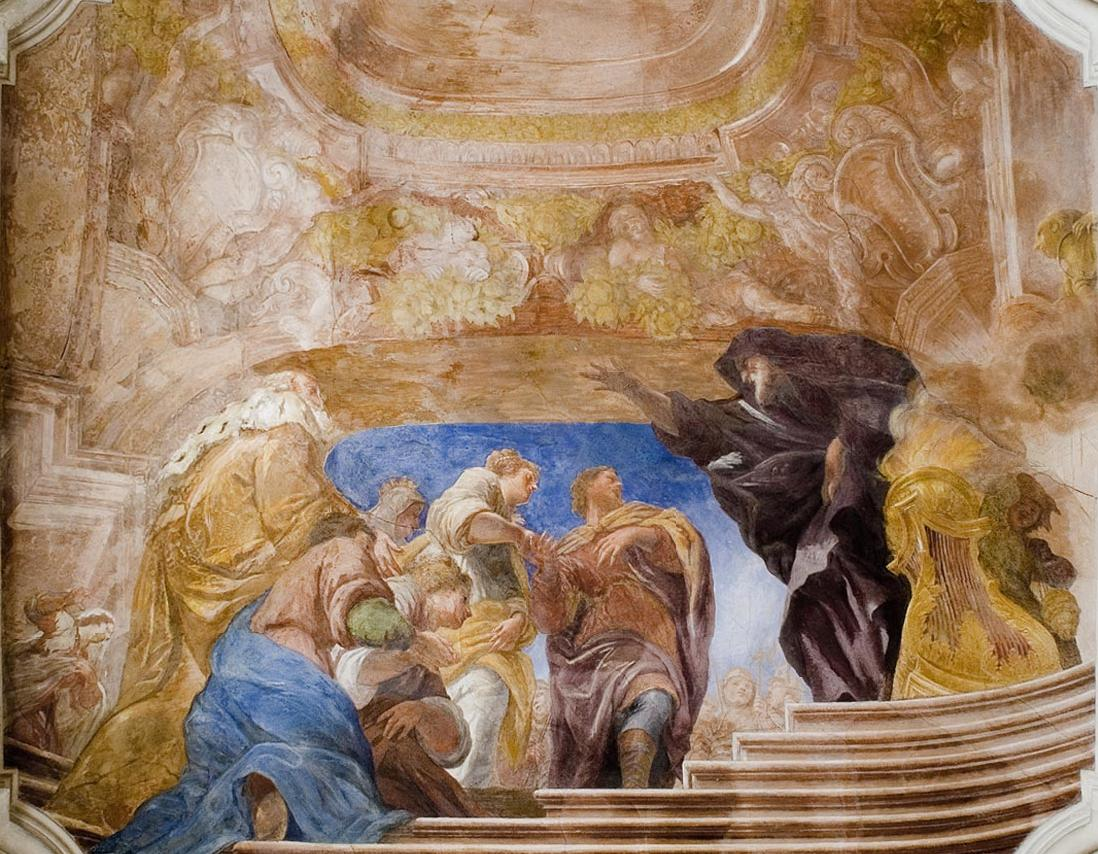
Мікеланджело Паллоні, фреска, «Весілля сестри Психеї», Вілянівський палац

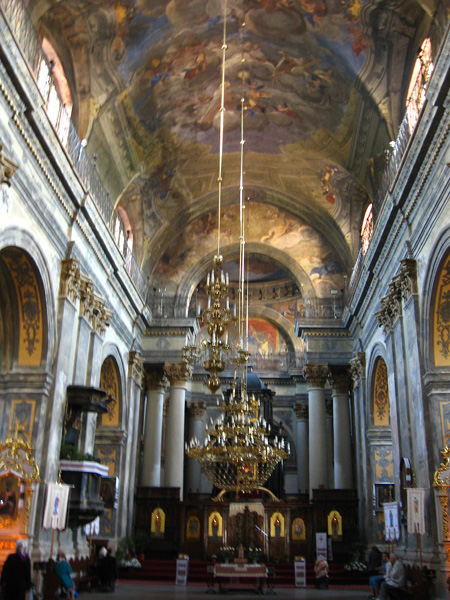
Фрески Джузеппе Карло Педретті у костелі кармелітів босих

Стінописи мали місце в мистецтві Речі Посполитої і раніше. Декоративні фризи були створені в палацових залах Вавеля ще на початку 16 ст. (турніри ичарів, палацові свята, паради вояків). Але стінописи зберігали плаский, лінійний характер. Повний виразних деталей стінопис з зображенням «Баталії під Оршею», 1515 р., (Національний музей, Варшава).
На новому етапі розвитком декоративного мистецтва опікувався Ян III Собеський. Насідуючи приклад французького короля Луї XIV, він сприяв створенню Королівської майстерні живопис (котра пізніше буду перетворена в польську Академію живопису). В Королівську майстерню живопису входили
- Клод Калло, француз за походженням
- Мікеланджело Паллоні, італієць
- Шимонович-Семигиновський Юрій Елевтерій. Останній — мистецьку освіту здобув у Академії св. Луки в Римі, з 1682 року — академік. У 1683 році повернувся з Італії. Завдяки зусиллям цих майстрів зали і кабінети Вілянівського палацу прикрасили алегоричні плафони, декоративні фрески, облямовані пишними ліпленими орнаментами.

Фрескові цикли створюють і в тодішніх коронних провінціях. Фрески склепінь Фарного костелу в Несвіжі доби бароко належать до найкращих зразків на теренах Білорусі (і країн СНД). За припущеннями істориків, автор фресок — Юзеф Хеске, що використав композиційні знахідки П. П. Рубенса. У львівському костелі бернардинців збереглись фрески кінця 1730-х років ченця Бенедикта Мазуркевича, який разом з своїм вчителем, італійцем Джузеппе Карло Педретті виконав розпис стелі костелу кармелітів босих (початок 1730-х років).

## Історичний і батальний живопис

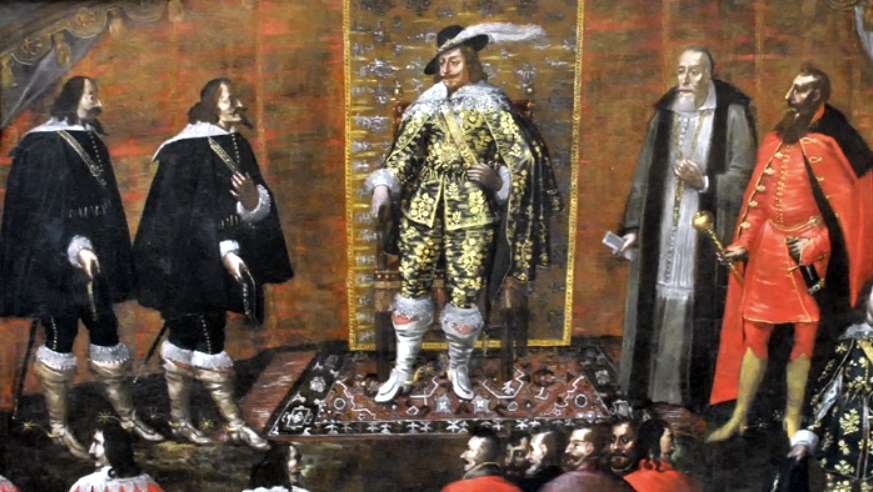
Худ. Томмазо Долабелла."Король Владислав IV приймає дипломатів Швеції". Центр картини

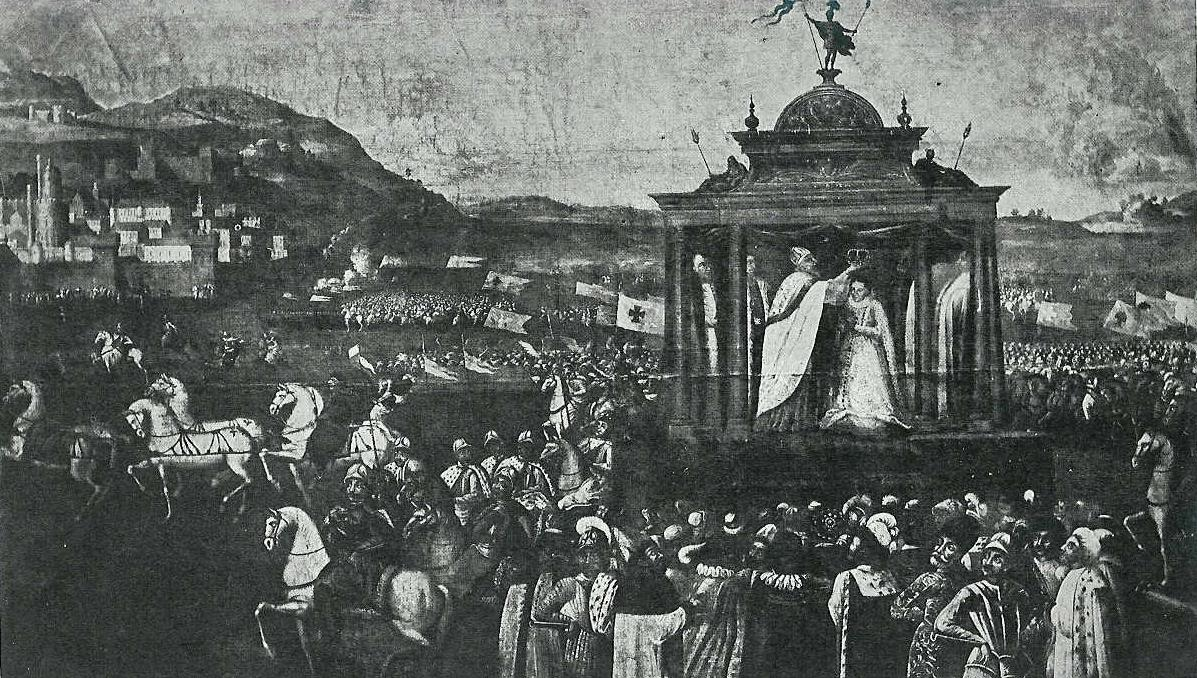
Худ. Томмазо Долабелла. «Вінчання на царство в Москві Марини Мнішек»

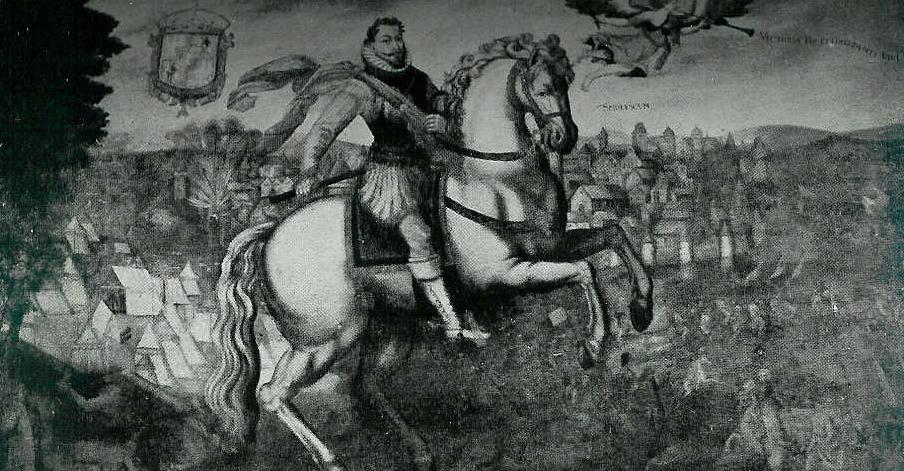
Худ. Томмазо Долабелла. «Король Сигізмунд III під Смоленськом»

Про існування історичних картин в мистецтві 16 століття свідчать гравюри та згадана картина «Баталія під Оршею», 1515 р. На початку 17 століття в мистецтві Речі Посполитої отримує життя історична картина і батальний жанр європейського зразка. Відомо, що надвірних художників мали як король, так і магнати. У пана Мнішека — надвірний художник Богуш Шимон (або Симон Богушович). Саме Богушович створив портрети Лжедмира І та Марини Мнішек, його дружини. Складними шляхами ці портрети потрапили до збірок Історичного музею в Москві. Але Симон Богушович був і автором батальних картин, серед яких — «Баталія під Клушино», яка відбулася 24 червня 1610 р. (Клушино — присілок під Смоленськом, під яким вояки Речі Посполитої отримали блискавичну перемогу над московсько-шведським військом). Картину «Баталія під Клушино» Богушович створив по замові гетьмана Станіслава Жолкевського.
Події захоплення Москви, вінчання на російське царство Марини Мнішек відтворив італійський художник Томмазо Долабелла. Він же автор картини «Аудієнція Казимира III полоненому царю Московії Василю Шуйському в Залі Сенату». Картина була популярною і відомо декілька її копій.
«Баталія під Хотином» — картина, яку створив 1674 р. гданський художник Андрій Стех. В батальному жанрі працював і запрошений в Жовкву Мартин Альтомонте, автор картин «Баталія під Парканами» та «Баталія під Віднем», що уславила перемоги короля Яна III Собеського.

## Регулярні сади

Регулярний сад в Мурованому

У 17 ст. частка фортечних укріплень перебудована в модний палац на фортеці («palazzo in fortezza»). Прилегла до замку територія використовується для створення регулярних садів.
Прикладом подібної перебудови став Підгорецький замок, а земельна ділянка з півночі використана для створення саду італійського зразка. За переказами, сад розпланував садівник з Риму і використав (як і в Італії) тераси земельної ділянки на півночі, яких три. Найменша з терас біля замку мала три-частинний партер (сад) рослинного візерунку. Сходинки на другу терасу підтримувала аркада, яка створювала галерею і слугувала гротом. Здається, всі можливі засоби прикрасити сад, використані тут. У центрі — стояв фонтан. Декілька партерів прикрашала мармурова скульптура майстрів Італії.
Третю терасу прикрашав зелений масив з просіками, що використовувались для прогулянок. Поряд заклали виноградник. Сад, створений за замовою гетьмана Станіслава Конєцпольського, відрізнявся цілісним художнім задумом і значною мистецькою вартістю.
Регулярний сад французького зразка був створений в селі Муроване (нині Самбірський район, Львівська область.) П'ятикутний двір старого замку теж став внутрішнім двором нового палацу на фортеці. Прилегла земельна ділянка до річки і за нею і стала територією величного саду бароко. Як вісь використали напрямок від замкової брамі до верхівки півострова, що вдавався в річку Стрвяж. Як і в інших садах пізнього бароко, регулярний сад в Мурованому був перенасичений партерами, геометричними стежками і вистриженими рослинами, парковими павільйонами. Несиметричну первісну ділянку завдяки артистичному розплануванню вдалося перетворити на досить симетричний регулярний сад, властивий лише князівським чи королівським родинам. Пишний сад в Мурованому мав навіть власний театр просто неба.

## Декоративно-ужиткове мистецтво

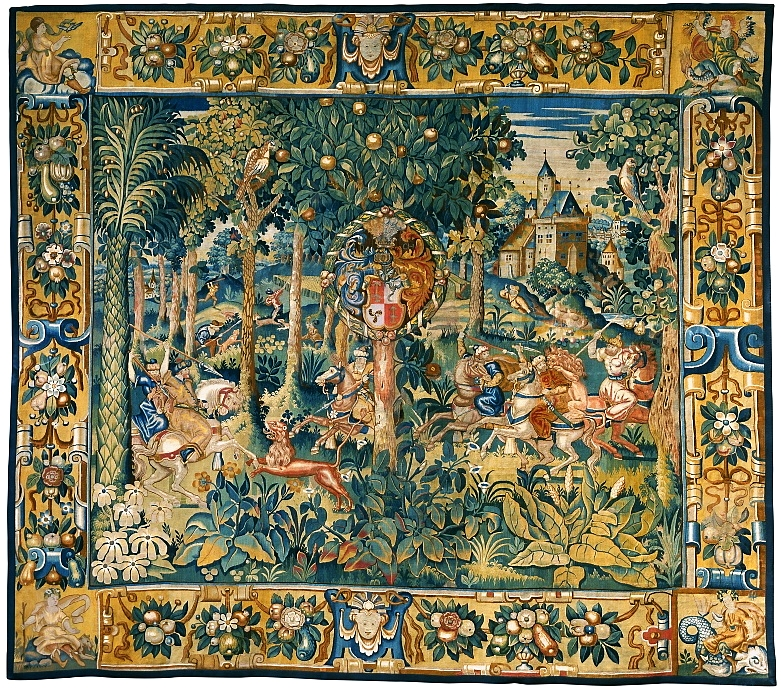
Гобелен з гербом Дмитра Чалецького

Побудова нових храмів і палаців стимулювала подальший розвиток ремесел, частка яких розвивала національні форми, частка переходила на запозичені форми в стилі бароко чи, пізніше, рококо.
Зразок різьби по слоновій кістці — келих зі сценами перемоги польських вояків над турками-османами під Хотином. Келих вінчає мініатюрна фігурка короля Яна III Собеського.
В місті Гданськ (тоді Данциг) було налагоджене виробництво меблів. Популярністю користувались «гданські» шафи з цоколем, пілястрами, карнизами, різьбленими деталями. Особливістю ремесел Речі Посполитої були ткані золоті пояси, так звані «перські» з золотих та срібних ниток. «Пшеворські пояси» оздоблювали мідними чи срібними деталями з використанням техніки філіграні, карбування, гравіювання. Було налагоджене виробництво килимів та гобеленів.
Мали попит вироби зі срібла. Відомими центрами ювелірства в 17—18 століттях були міста Данціг та Торунь. Особлива галузь декоративно-ужиткового мистецтва — вироби зі срібла майстерень Варшави. Це і тацци з портретами польських королів (майстер А. Макензен старший), ларці для письмового знаряддя (майстер Н. Шлаубітц), речі з срібного сервізу Гуровського (майстер Я. Бандау) — всі в музейних збірках Національного музею в Варшаві.

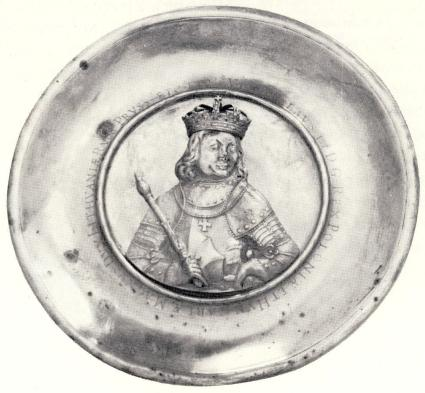
Три срібні келихи-тацци з портретами польських королів, «Владислав III»
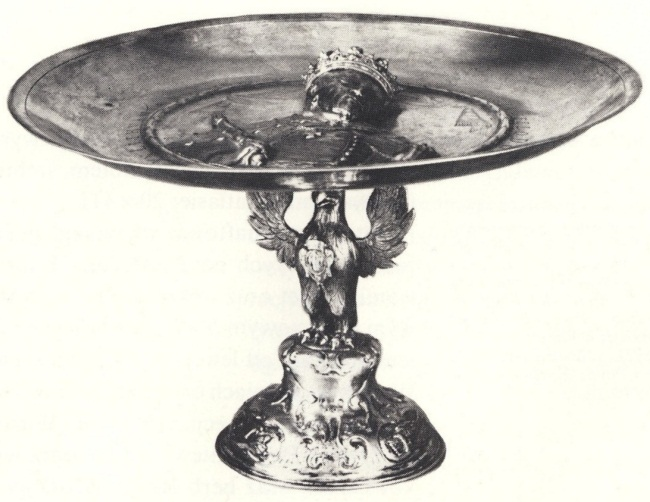
Тацца «Ян II Казимир»
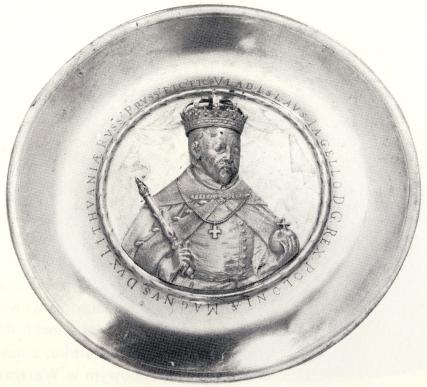
Майстер А. Макензен старший. Тацца «Владислав II Ягайло»

Цікаві зразки різьблених церковних амвонів виконував Я. Плерш в стилі рококо. Серед творів мистецтва тої доби — мініатюрний кінний монумент Августа Сильного з кістки і дерева, який створив С. Трогер (1732 р.)

## Пізнє бароко і саксонські впливи,рококо

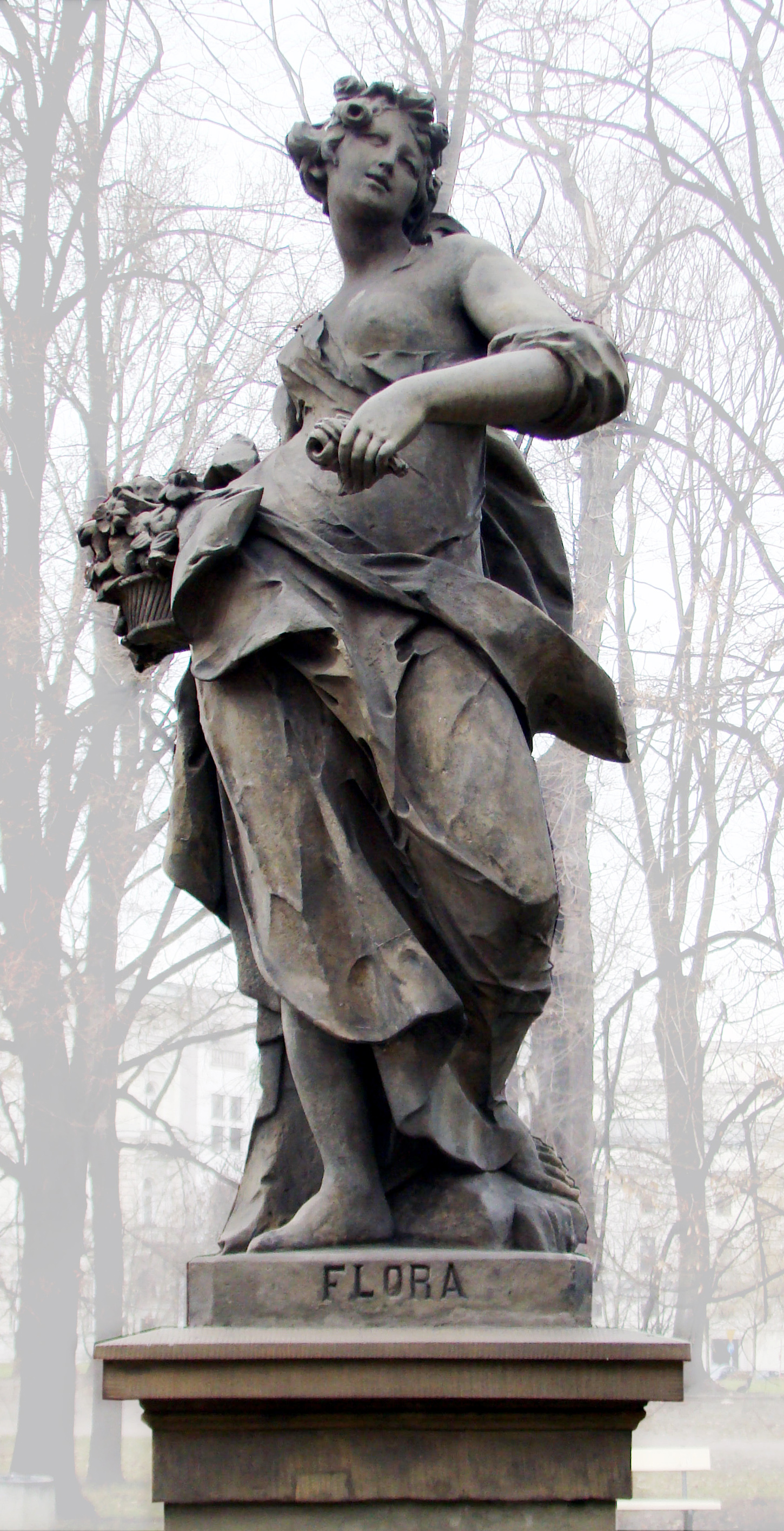
Ск. Ян Плерш, Флора, Саксонський сад, Варшава

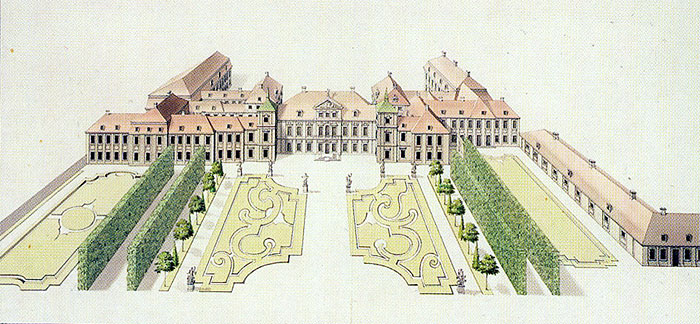
Саксонський палац, Варшава, сад бароко

Після усунення від влади нащадків Яна III Собеського, трон Речі Посполитої посів саксонський курфюрст Август II Фрідріх. Август II прагнув реалізувати особисту унію й утворити унітарне саксонсько-польсько-литовське державне об'єднання, яке поставило б представника династії Веттінів у один ряд з провідними монаршими дворами. Для цього шукав підтримки сусідніх держав, пропонуючи їх правителям в обмін на допомогу в боротьбі з «шляхетськими вольностями» польські та литовські землі. Намагався приєднати до спадкових саксонських володінь Ліфляндію (нині північна частина Латвії і південна частина Естонії) та Естляндію (нині північна частина Естонії), а також Трансільванію (нині у складі Румунії) й Молдову.
На другий термін його королювання польсько-литовська держава потрапила під вплив Московії. Після Полтавської битви 1709 і перемоги Петра I над Карлом XII Август II відновив владу над Річчю Посполитою. Але поступове зближення у 1720—1730-х інтересів зміцнілої Російської імперії, Австрійської імперії та Пруссії щодо Польщі готувало поділи польських земель між цими державами. В останнє десятиріччя правління Август II державою фактично керувало угруповання представників магнатського роду Чарторийських та його прихильників — так звана «Фамілія». За їх допомоги після смерті Августа II польська корона була передана його синові Фридерику Августу III Саксонському.
На якийсь термін в офіційній культурі Польщі почали переважати саксонські впливи.
У Варшаві і в провінціях працює низка саксонських митців або німців за походженням —
- Йоахим фон Даниель Яух (1688—1754)
- Ян Зигмунт Дейбл (1687?-1752)
- Йоган Фрідріх Кнобель ()
- Зиґмунт Фоґель (1764—1826)
- Ефраїм Шрегер (1727—1783)
- Ян Самуель Беккер (середина 18 ст.)
- Карл Фридрих Пепельман (1697—1750, його батько — Матеус Пепельман)

## Палац Брюля в Варшаві

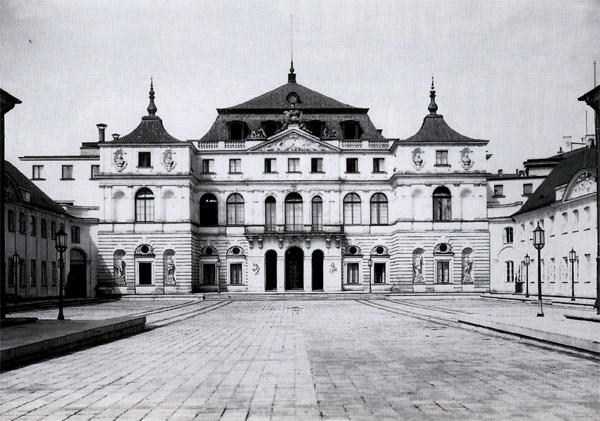
Палац Брюля на 1939 р.

Здається, усі поневіряння драматичної історії Речі Посполитої з середини 18 ст. до 20-го увібрала історія побутування палацу Брюля в Варшаві.
Первісно палац створено в період 1639–1642 рр. для коронного канцлера Єжи Оссолінського в стилі маньєризм. Палац мав дві бічні вежі, чотири скульптури королів в нішах на фасаді і алегоричну фігуру Польщі на парапеті. 1750 року палац придбав для власної резиденції міністр короля Генріх Брюль і перетворив його на найкращий палац рококо в польській столиці. За велику суму в 1 000 000 злотих пізніше палац придбали і передали під резиденцію дипломата Російської імперії, а після втрати Польщею державності — під резиденцію великого князя, намісника російського імператора в Польщі. (Наприкінці 18 ст. архітектор Домінік Мерліні переробив інтер'єри палацу в стилі класицизм.) Після відновлення державності найкращий серед палаців Варшави доби рококо в період 1932–1937 рр. пристосували під Міністерство закордонних справ.
У 1944 нацисти, відступаючи на захід, висадили палац у повітря.

## Відгомін бароко в класицизмі Речі Посполитої

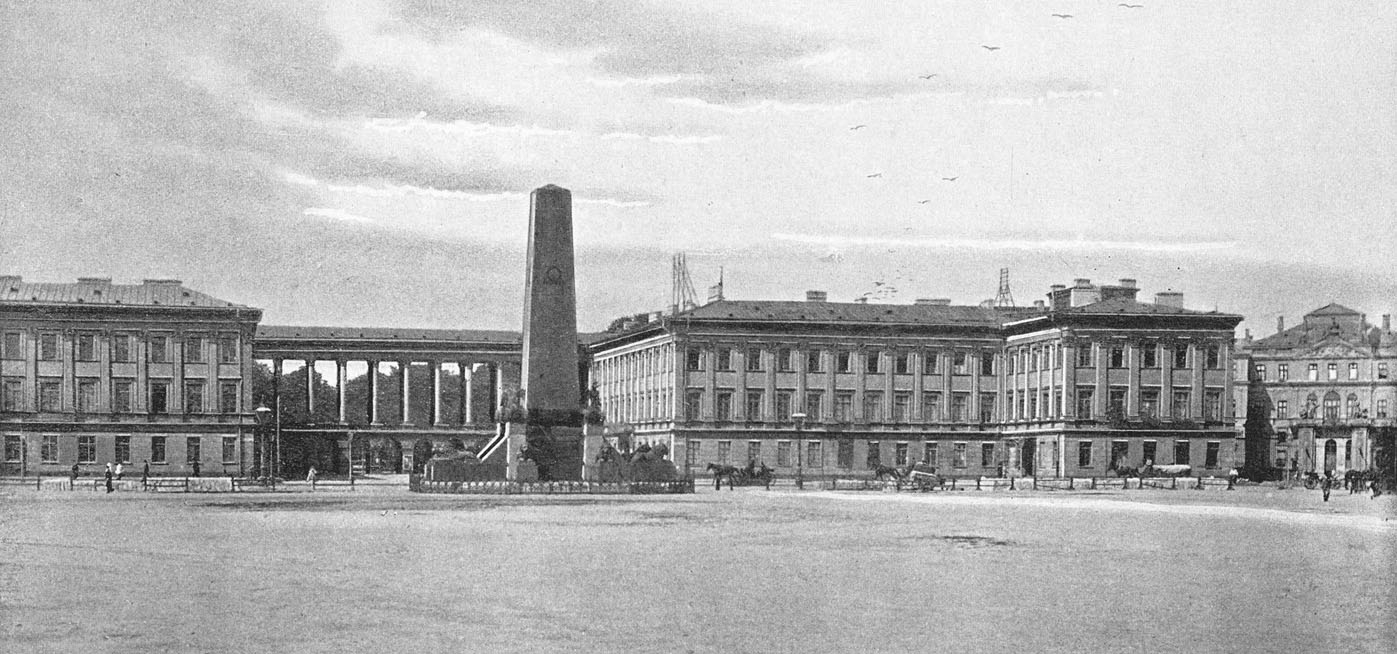
Саксонський палац, фото 1894

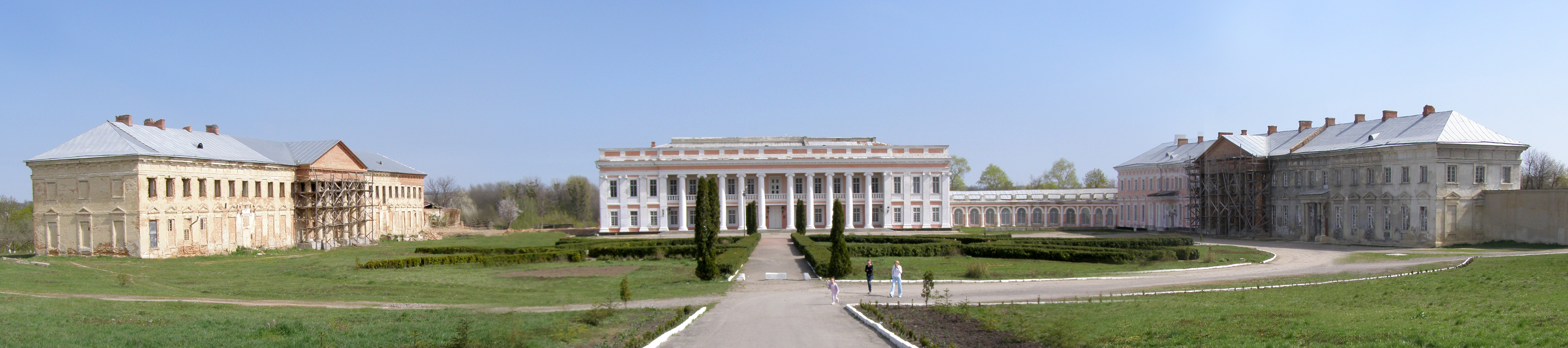
Палац Потоцьких — Панорамний знімок всього комплексу, 2009

Під впливом сакральних споруд Рима і Венеції в добу бароко розповсюдились як величні однонавні храми типу Іль Джезу, так і центричні споруди. Останні створювались у вигляді грецького хреста або восьмикутника з одною величною банею (костел сакраменток в Варшаві, костел філіппінців в Гостині). Костел в Гостині (1675–1726, Познанське воєводство) відрізнявся переускладненістю поземного плану. Але центричні храми — престижна галузь архітектури стилю класицизм, що тяжів до поміркованих, математично довершених зразків (майже до втрати емоційності і незручності в використанні).
Бароковий розмах і масштаб суспільно значущої споруди зберіг і перебудований в стилі класицизм Саксонський палац в Варшаві (зруйнований).
Яскравий зразок майже барокової гігантоманії на Поділлі — Палац Потоцьких (Тульчин). Ще на етапі проектування володар вимагав барокової стилістики для власної резиденції в Тульчині. Але його вдалося переконати і вибудувати споруди — за новомодними зразками класицизму. Однак комплекс споруд в Тульчині зберіг велетенський курдонер, ансамблевий зв'язок з головним костелом міста тощо. Палац Потоцького разом з костелом та низкою господарських споруд створювали враження невеликого міста.